# Tamerlano
Tīmūr Barlas (in chagatai تیمور, Temür; in persiano تیمور لنگ‎, Timur-e lang o Tīmūr Lang, ossia Timur "lo Zoppo"; conosciuto in Europa come Tamerlano; Kesh, 8 o 9 aprile 1336 – Farab, 19 febbraio 1405) è stato un condottiero mongolo che tra il 1370 e il 1405 conquistò larga parte dell'Asia centrale e occidentale, fondando l'impero timuride.
Affascinato dalle imprese di Gengis Khan, di cui sperava di ripercorrere le orme nonostante non ne fosse un diretto discendente e provenisse da una fascia aristocratica di secondo piano, Tamerlano seppe imporsi eliminando rivali politici sin dalla gioventù, per poi affermarsi, dal 1370 in poi, come grande emiro di Samarcanda. Da quell'occasione, egli seppe imporre nel giro di un trentennio la supremazia militare e la sua grande capacità di stratega in varie località dell'Asia centrale, in Persia, nel Caucaso, in India, in Anatolia e in parte nel Vicino Oriente. La sua politica di assimilazione di nuovi territori non si rivelò priva di ostacoli, tanto che alcune regioni geografiche non tollerarono mai la sua signoria e lo costrinsero all'applicazione di una strategia del terrore e della distruzione che lo accompagnò per tutta la vita. Furono inoltre molti i nemici che tentarono più volte di minare la sua autorità, alcuni dei quali riuscì a piegare definitivamente con grandi difficoltà.
Sollecitato dalle numerose mogli, abbellì la capitale Samarcanda e nel corso della sua vita conobbe e coltivò fruttuosi rapporti con diversi intellettuali contemporanei, alcuni religiosi sunniti e sciiti di spicco e ambasciatori provenienti dall'Europa. Il suo innegabile carisma e la sua aura di formidabile condottiero e sovrano gli consentirono di creare un vasto impero che si estendeva dall'Anatolia alle rive del Gange, ma il suo decesso, avvenuto nel 1405 mentre stava marciando verso la ricca Cina che sperava di sottomettere, provocò un'irreversibile crisi la quale erose lentamente l'impero timuride nel corso del XV secolo. La sua biografia è nota in maniera abbastanza dettagliata grazie a varie opere quasi coeve che hanno permesso di ricostruirla.

## Contesto storico

L'Asia nel 1335

Nel XIV secolo la Transoxiana, una regione storica oggi compresa nei confini dell'Uzbekistan, del Tagikistan e che si sviluppa nelle regioni sud-occidentali del Kazakistan, faceva parte del Khanato Chagatai. Quest'ultimo era uno dei quattro grandi Stati formatisi a seguito della dissoluzione dell'Impero mongolo amministrati dagli eredi di Gengis Khan. Gli altri tre erano il Gran Khanato, governato dalla dinastia Yuan e situato in Mongolia e in Cina, l'Orda d'Oro a Occidente, che inglobava nello specifico alcuni territori compresi nei confini della Russia europea, dell'Ucraina e del Kazakistan (in certi periodi a sua volta divisa in Orda Bianca a est e Orda Blu a ovest), e infine l'Ilkhanato, che si estendeva in Persia e in Mesopotamia. All'inizio del XIV secolo, il khanato Chagatai appariva frammentato in due regioni: quella orientale comprendeva il Moghulistan, ovvero la sezione più orientale del Kazakistan, il Kirghizistan e lo Xinjiang, mentre quella occidentale si componeva di vari khanati retti da sovrani nominali di discendenza gengiskhanide e da emiri che governavano in loro nome.
L'Asia Centrale del Trecento era abitata da comunità formate da Turchi e Mongoli che convivevano in maniera pacifica e che avevano dei forti scambi inter-culturali, come dimostra il fatto che i secondi avevano aderito anch'essi all'islam. A questo processo di assimilazione non sfuggiva la tribù a cui apparteneva Tamerlano.

## Biografia

### Origini

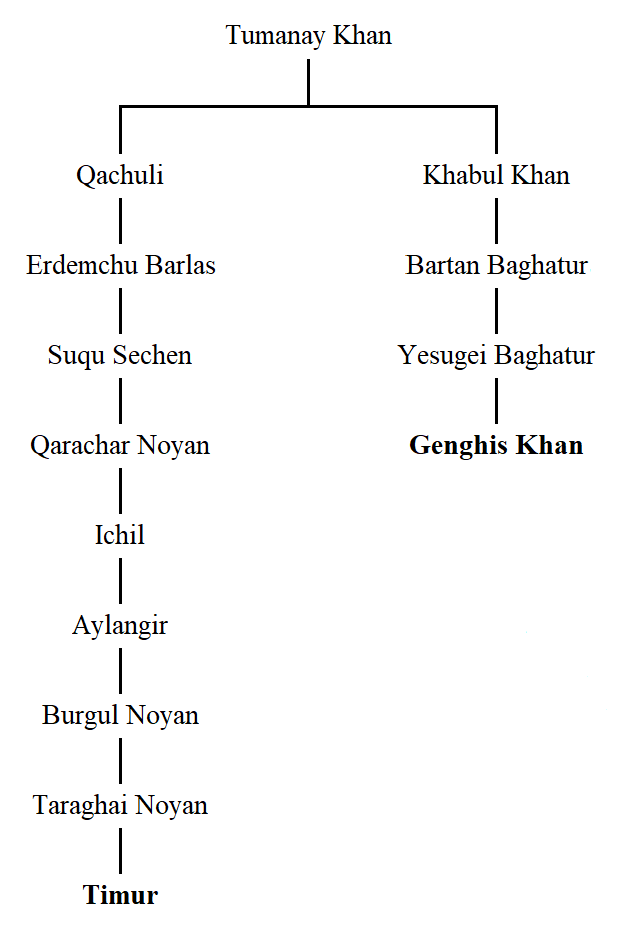
I legami a livello genealogico tra Tamerlano (Timur) e Gengis Khan. Tumbinai Khan è un progenitore comune a entrambi

Secondo alcune fonti persiane, Tamerlano nacque il giorno 8 o 9 aprile 1336 nell'antica Kesh, oggi conosciuta come Shahrisabz, (la città verde, 50 km circa a sud di Samarcanda), nell'odierno Uzbekistan. Proveniva dalla tribù di mongoli turchizzati dei Barlas, stanziata in quella regione a seguito della conquista di Gengis Khan. La tribù faceva parte dei Qaraʾuna, termine che indicava gli abitanti della Transoxiana, più tardi detti anche "mezzosangue" perché nati da padri mongoli e da donne turche o indo-iraniche per distinguerli dai mongoli "puri", localizzati in territori più orientali. Tamerlano era figlio del capo dell'ulus (tribù) Barlas Amir Taraghai, il quale era legato alla stirpe di Tumbinai Khan, progenitore mongolo comune a Gengis Khan; da un punto di vista squisitamente genealogico, si tratta dell'unico punto di contatto che Tamerlano probabilmente ebbe con il celebre condottiero mongolo.
Il padre di Tamerlano, il cui nome significa in mongolo "allodola" (mostrando ancora una onomastica sciamanica), si era convertito in un momento imprecisato alla religione islamica sunnita, che fu poi anche quella di Tamerlano assieme ai membri del suo clan. Meno precise sono le notizie relative alla madre, la quale era certamente di stirpe mongola come il padre, ma di origine umile. Secondo gli studiosi moderni, il peso assunto dalla famiglia di Tamerlano nella politica della Transoxiana non doveva essere assai rilevante. È probabile che essa appartenesse alla piccola-media nobiltà e che possedesse alcune terre nei dintorni di Kesh.
Poco è noto sui primi anni di età di Tamerlano. Sulla base delle sue memorie, ritenute di dubbia affidabilità storiografica, egli fu in gioventù «guardia delle mandrie di proprietà collettiva della tribù». Tra le poche altre informazioni disponibili si può ipotizzare che frequentasse molto il padre, il quale faceva parte di una confraternita sufi e aveva forse stretto dei legami con qualche gruppo derviscio.

### Ascesa
Tamerlano iniziò la carriera militare all'età di sedici anni, quando l'emiro Khazgan, di fatto il vero sovrano della Transoxiana, gli affidò il comando di uno squadrone di cavalieri. Dopo la morte di questi e l'anarchia che ne seguì, la regione fu attaccata nel 1360 dal khan mongolo del Chagatai (Turkestan) orientale, Tughluk Timur, il quale intendeva estendere il suo dominio dal Moghulistan alla regione occidentale del Turkestan, compresa la Transoxiana. Mentre la maggior parte dei capi dei nobili transoxiani fuggì verso le regioni montuose del sud-est, il giovane Tamerlano decise di restare e fu perciò ricompensato dai khan mongoli, divenendone il fiduciario nella Transoxiana. Fu così che gli fu assegnata l'amministrazione di Kesh, sua città natale, e dei suoi dintorni.
Nel 1363, Tughluk Timur concesse l'amministrazione della Transoxiana a suo figlio Ilyas Khoja, con Tamerlano a lui subordinato. La spietatezza con cui i mongoli governavano la regione fece sì che la nobiltà turca insorgesse, tra cui il sovrano di Balkh, Kunduz e Kabul Amīr Ḥusayn dei Qara'una e Tamerlano. Estenuati dal loro regime, Tamerlano e i suoi alleati eseguirono diverse razzie contro i mongoli di Ilyas Khoja, durante una delle quali forse riportò una ferita alla gamba che lo rese da allora zoppo. Ilyas Khoja fu così respinto in questo contesto da Kesh e decise di fuggire, ma tentò nuovamente di ripartire per il Moghulistan nel 1364, allo scopo di rivendicare il potere. Tamerlano e il suo alleato Husayn non riuscirono a sottometterlo nella battaglia di Tashkent del 1365, circostanza che consentì a Ilyas Khoja di giungere in Transoxiana e di spingersi fino alle porte di Samarcanda. Tuttavia, i suoi abitanti si rifiutarono di aprirgli le porte e quando si verificò un'epidemia tra le file dell'esercito di Ilyas Khoja questi scelse di revocare l'assedio, abbandonando nuovamente la Transoxiana.
Quando Ilyas Khoja morì assassinato nel 1368, gran parte della famiglia del khan era stata anch'essa trucidata, con il risultato che sulla scena politica rimanevano principalmente Tamerlano e suo cognato Amīr Ḥusayn, diventati parenti per vincoli matrimoniali. I due si erano spartiti la gestione della Transoxiana: Ḥusayn preservò la gestione di Balkh, Kunduz e Kabul acquisendo pure Khulm, mentre Tamerlano si insediò stabilmente a Kesh e Karshi, a poca distanza da Samarcanda. Ambizioso com'era, dopo un periodo di convivenza pacifica Tamerlano si concentrò presto sulla necessità di liberarsi anche del suo alleato, poiché desiderava ritagliarsi una propria autonomia. La posizione di vantaggio appariva quella di Husayn, considerando che questi era rispettato per la sua maggiore anzianità ed era molto ricco. Ciò non intimorì il giovane Tamerlano, il quale si fece portavoce di quei nobili che si sentivano vessati per via dell'introduzione di leggi fiscali più oppressive, dell'allontanamento di molti oppositori politici e dell'incameramento dei loro beni. È probabile comunque che anche Tamerlano non fosse esente da colpe, avendo infatti riscosso alcuni tributi che non spettavano a lui ma a Ḥusayn; per contrastare la sua spregiudicatezza, Tamerlano fu minacciato dal suo rivale e preferì così cercare rifugio nell'oasi di Marv.

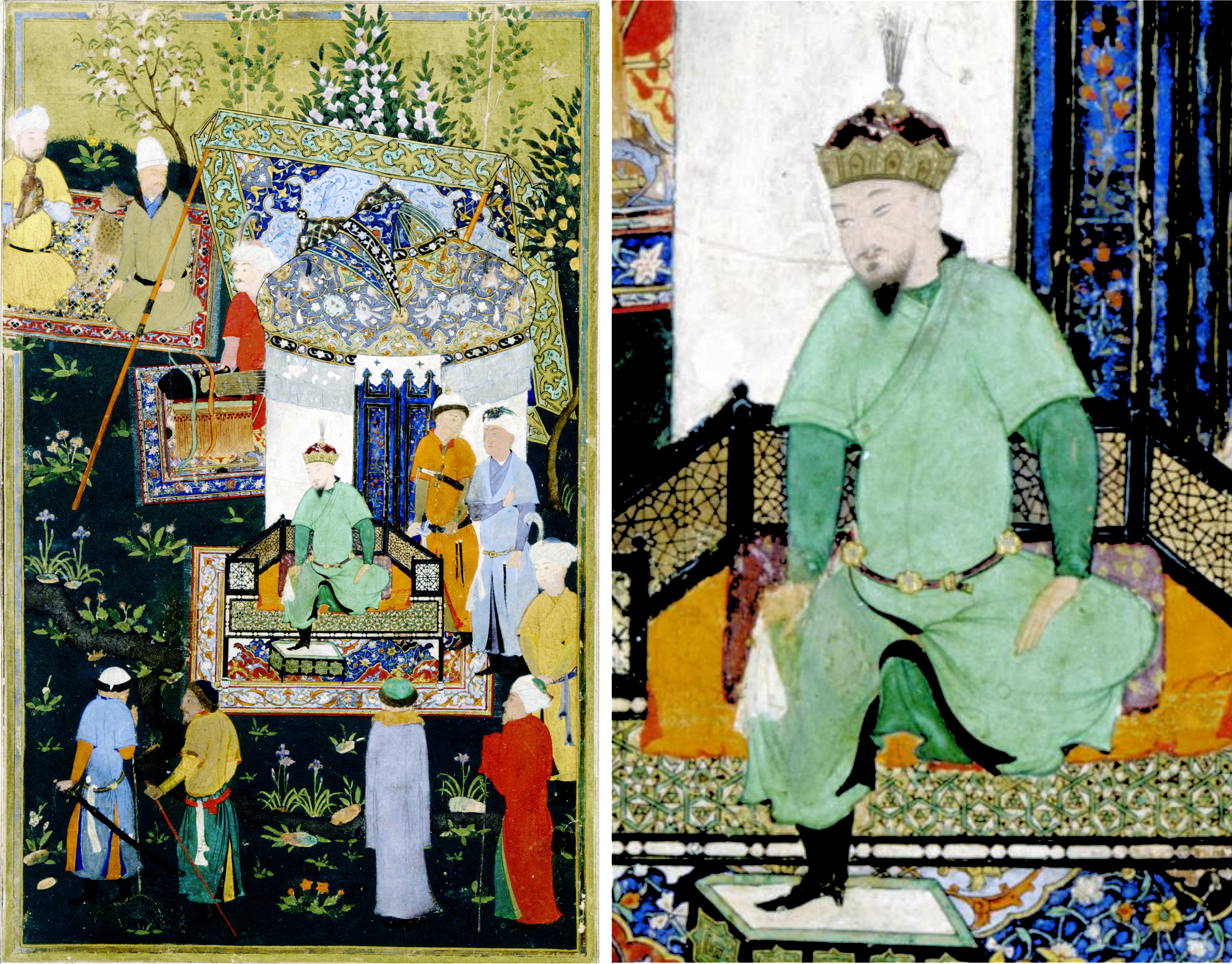
Tamerlano intento a officiare un'udienza a seguito della sua ascesa avvenuta nel 1370. Illustrazione tratta dallo Ẓafarnāma (1424-1428), edizione del 1467

Ḥusayn prevalse in una prima fase combattuta nel 1368, ma la sua politica accentratrice fu avvertita come una minaccia dai nobili della Transoxiana e, ben presto, egli si trovò privo di alleati. Ciò permise a Tamerlano, nell'aprile del 1370, di attaccare la roccaforte del suo avversario, Balkh. Ḥusayn finì assassinato mentre tentava la fuga, malgrado forse non per iniziativa di Tamerlano; secondo fonti timuridi, si trattò di una vendetta divina «per punire la sua avarizia». Quest'ultimo si affrettò dunque a raggiungere il 10 aprile la città di Samarcanda convocando un kuriltai, ovvero un consiglio che riunì l'intera aristocrazia turco-mongola. In quell'occasione, Tamerlano elevò Samarcanda al rango di capitale (paytakht), ben conoscendo il ruolo della città come crocevia tra mondo greco e persiano; già storicamente parte dell'impero di Alessandro Magno, essa fungeva da grande snodo commerciale lungo la via della seta. Tuttavia, l'evento di gran lunga più importante che avvenne in data 10 aprile 1370 fu la nomina di Tamerlano al ruolo di "Grande" emiro, con cui volle de facto sottolineare le pretese di supremazia su tutti gli emiri della Transoxiana. Gli storici fanno coincidere questo evento storico, avvenuto quando Tamerlano aveva trentaquattro anni, con la costituzione dell'impero timuride. Dopo aver già prima sposato la sorella di Amīr Ḥusayn, la sua posizione di dominio sulla regione dall'Asia centrale fu consolidata dal matrimonio con la giovane principessa Bibi Khanūm (ovvero Saray Malik Khanum), appartenente alla discendenza di Gengis Khan. Tamerlano assunse il nome di Tīmūr Gūrkānī (in persiano تيمور گوركانى‎, dove Gūrkān è la forma persianizzata dell'originale mongolo küregen - in turco küregen -, ovvero genero [imperiale], cioè genero nell'ambito della famiglia di Gengis Khan). Di ciò si gloriò moltissimo, poiché da esso riteneva di trarre o di rafforzare la legittimazione gengiskhanide che era la sua massima ambizione. Egli seppe sfruttare la sovranità nominale dei khan gengiskhanidi da lui stesso posti sul trono a suo comodo, operando al contempo un'abile condotta politica-diplomatica e compiendo brillanti campagne militari. Nonostante avesse trascorso diverso tempo nella capitale in varie fasi della sua vita, non dimenticò la tradizione mongola del nomadismo (yasak) e sostò spesso nella sua vita in accampamenti, talvolta a Kish, sua città natale. La sua ascesa fu in seguito formalizzata da una serie di istituzioni statali e militari, come ad esempio la carica dei tuvājī (comandanti militari) o il dīvān (la cancelleria) che legittimò il suo governo e gli consentì di amministrare meglio il suo Stato.

### La lotta per la Corasmia

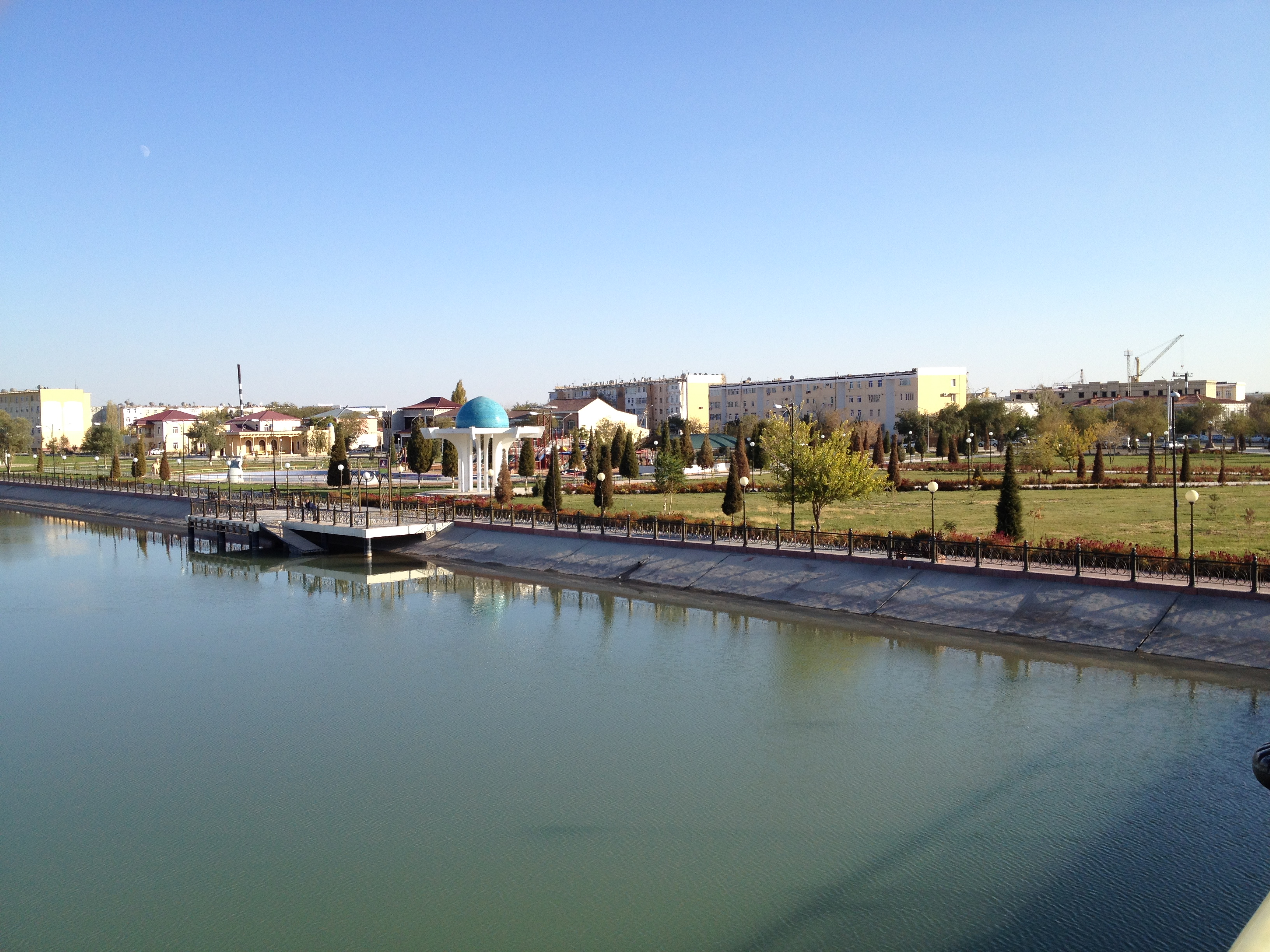
Urgench, sul fiume Amu Darya, subì l'assedio di Tamerlano nel 1379. Dopo averla sottomessa, l'emiro trucidò i suoi abitanti

Cristallizzata ormai la sua posizione in Transoxiana, Tamerlano necessitava di un migliore controllo sulla regione di Herat, in cui era di recente morto il malik. Consapevole del peso che ancora avevano i gruppi turco-mongoli, Tamerlano non si impegnò in una campagna militare e preferì favorire la nomina di un nuovo governatore, Soyurgatmish, dall'«alto lignaggio mongolo» e nella sostanza un fantoccio nelle mani di Tamerlano. La gestione si rivelerà così oculata che il figlio di Soyurgatmish Maḥmūd, subentrato alla morte del padre nel 1384, svolgerà le funzioni di generale nell'esercito di Tamerlano.
Ad Amīr Ḥusayn era frattanto subentrato suo fratello Yūsuf Ṣūfī nel 1371, il quale aveva accettato di sottomettersi a Tamerlano ricevendo in cambio delle terre nei dintorni di Khiva, in Corasmia. Tuttavia, presto Yūsuf Ṣūfī si ribellò e, nel febbraio/marzo 1373, Tamerlano si diresse verso la Corasmia per imporre la sua autorità con la forza. Dopo aver appreso che Tamerlano stava avanzando verso di lui, Yūsuf Ṣūfī si allarmò e accettò di intavolare quanto prima delle trattative per giungere alla pace. Nel frattempo, Tamerlano dovette preoccuparsi di un altro nemico che lo impegnò in varie operazioni militari nella parte nord-orientale dell'impero, ovvero in Moghulistan e in Corasmia. Si trattava di Qamar al-Dīn, che nel 1366 usurpò il titolo di khan e si rivelò un personaggio piuttosto «coriaceo» e imprevedibile. Benché Tamerlano intendesse estrometterlo definitivamente dal governo delle terre che amministrava, Qamar al-Dīn mise in atto una strategia efficace che gli permise di ospitare i principali rivali del grande emiro alla sua corte e di aggredire militarmente il suo nemico senza impegnarsi in insostenibili battaglie campali.
L'insolita clemenza di Tamerlano dimostrata verso i signori che insorsero contro di lui spronò loro stessi e gli abitanti delle terre di confine in Corasmia a insorgere nel 1375. Nella primavera del 1376, l'emiro di Samarcanda si convinse a scatenare una terza spedizione in Corasmia alla caccia di Qamar al-Dīn. Ancora una volta non a suo agio nella posizione di subordinato, Yūsuf Ṣūfī provò ad approfittare della caccia all'uomo che Tamerlano stava compiendo ad est e devastò la Transoxiana in varie aree, raggiungendo quasi Samarcanda. Tamerlano riuscì a scongiurare la minaccia, ma la sua autorità appariva minata dalle numerose ribellioni che erano scoppiate. In più, oltre a dover arrendersi all'idea di non poter catturare Qamar al-Dīn, suo figlio Jahangir Mirza morì nello stesso periodo per via di un'epidemia di peste, circostanza che lo rese più propenso a compiere violenze per reprimere le proteste scoppiate contro di lui e chi lo aveva tradito. Tamerlano decise di scatenare una campagna più astuta contro il suo avversario, inviando piccoli gruppi di ribelli, ma anche stavolta fallì. L'unico risultato concreto raggiunto coincise con la solita sequela di razzie, stermini e cattura di prigionieri. Una svolta sembrò verificarsi nel 1376, quando un nobile di nome Toktamish proveniente dall'Orda Bianca chiese aiuto a Tamerlano contro Uros, in quel frangente il khan al potere. Poiché l'Orda Bianca si estendeva grosso modo nell'odierno Kazakistan, Tamerlano scelse di fornire aiuto e di eseguire una campagna nel 1376-1377 diretta contro ovest e anche contro il già citato Yūsuf Ṣūfī, che non aveva mai smesso di costituire una minaccia. A seguito di una serie di eventi confusi, grazie al supporto dell'esercito di Tamerlano Toktamish riuscì a imporsi anche sull'Orda Blu, situata nell'odierna Russia europea, e riunificò quindi quel khanato occidentale che prima era noto con il nome di Orda d'Oro. Galvanizzati dalla vittoria riportata nella battaglia di Kulikovo nel 1371 contro una coalizione composta da guerrieri dell'Orda d'Oro occidentale, della Polonia e della Lituania, i principati russi insorsero e decisero di non pagare più il tributo che tradizionalmente versavano ai mongoli. Per rappresaglia, Toktamish e Tamerlano eseguirono una brillante campagna che culminò con l'assedio di Mosca del 1382, in occasione del quale i turco-mongoli riuscirono sia a prevalere sia a trucidare gli abitanti della città.
Nel frattempo qualche anno prima, nel 1379, Tamerlano aveva eseguito un'ennesima spedizione in Corasmia. L'emiro si era spinto alle porte della città principale della regione Urgench, situata nel moderno Turkmenistan, alla testa di un folto esercito. Nonostante si fosse tentato di ricorrere per vie diplomatiche, Yūsuf Ṣūfī, che amministrava la regione, fece prigionieri gli ambasciatori inviati da Tamerlano e dovette patire un assedio durato tre mesi, di cui però Yūsuf non vide la fine perché morì prima colpito da una malattia. Quando Urgench cedette, Tamerlano trucidò l'intera popolazione e ne deportò in massa gli artigiani a Kish; si concludeva così la quarta campagna in Corasmia dell'emiro.

### Verso il Khorasan

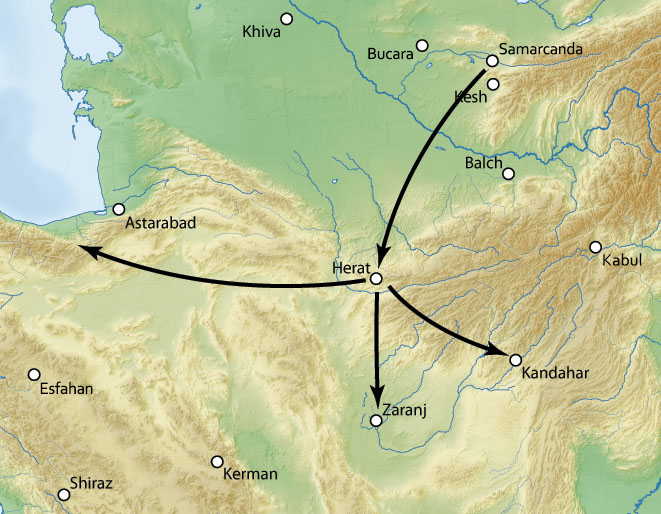
La marcia di Tamerlano in direzione del Khorasan

Tamerlano rivolse il suo sguardo verso la Persia solo dopo che la questione della Corasmia poté dirsi risolta. A quell'epoca l'odierno Iran era una terra assai frammentata, una situazione questa causata dalla morte dell'ultimo sovrano dell'Ilkhanato Abū Saʿīd, nel 1335. In quell'anno, il suo regno era stato suddiviso in un mosaico di potentati: Muzaffaridi, Kartidi, Eretnidi, Chubanidi, Injuidi, Jalayiridi e Sarbadar. L'Ilkhanato comprendeva entro i suoi confini regioni degli attuali Iran, Afghanistan, Iraq, e Azerbaigian, oltre alla regione della Corasmia, con le città di Urgench e Khiva già conquistate da Tamerlano. Per procedere nella sua strategia di conquista occorreva assicurarsi il controllo di Herat, capitale della dinastia kartide e considerata la «porta della Persia» orientale. Constatato l'avvicinamento delle truppe nemiche, il signore locale, definito dispregiativamente dalle fonti timuridi malik, sollecitò i suoi abitanti a combattere, ma essendo rifugiato nella cittadella la sua chiamata fu poco ascoltata. Partirono così i negoziati, terminati con la resa del malik e l'accettazione delle condizioni imposte da Tamerlano. Il ruolo preminente assunto nelle trattative da un nobile locale di nome Iskandar-i Shaykhi venne ricompensato, in quanto egli suggerì la resa dell'insediamento e fu poi integrato nell'esercito dell'emiro di Samarcanda. Herat cedette dunque per via di una grande manovra politica piuttosto che con le armi; pur avendo risparmiato gli abitanti, l'emiro ne deportò comunque alcuni e nominò il governante locale quale suo sottoposto. Fu solo nel 1383 che Herat venne definitivamente assorbita ai domini timuridi, senza che vi fosse più un qualche signore vassallo.
L'obiettivo successivo riguardò il Khorasan (oggi Iran), diviso dalla Corasmia da un'area desertica. Nel 1381 Tamerlano seppe inserirsi nelle lotte intestine che lì imperversavano e assoggettò alcuni territori nella regione. L'espansione continuò infatti ai danni della cosiddetta "repubblica" locale dei Sarbadār ("pendagli da forca"), che si sviluppava nel Bayhaq. Avendo già dimostrato simpatie nei loro confronti quando era in lotta con Amīr Ḥusayn, i Sarbadār decisero di dichiararsi vassalli di Tamerlano pacificamente. Il grande emiro intuì che Khwāja ʿAlī, alla guida di quella regione e incontrato da Tamerlano personalmente, era un personaggio politico molto astuto e con cui conveniva avere dei rapporti distesi. Figlio del murshid Sadr al-Dīn Mūsā e personalità sciita di grande importanza, Khwāja ʿAlī avrebbe avuto una certa influenza su Tamerlano e questi ne apprezzò «il valore e il suo parlare franco».
Quando fece ritorno a Samarcanda nell'inverno del 1381, le popolazioni di alcune città del Sistan insorsero, sobillate da signori locali che non tolleravano l'autorità dell'emiro. Nel 1383 Tamerlano ritornò a sud e punì con estrema crudeltà i ribelli, come testimoniano le fonti coeve. Secondo lo storico René Grousset, la sensazione di desolazione trasmessa a un viaggiatore straniero in visita in quell'area riusciva ancora nel Novecento a far intravedere le cicatrici delle rigidi repressioni compiute da Tamerlano. Dal Sistan Tamerlano decise di spingersi verso Kandahar nel 1383 e, successivamente, nel Mazandaran, sul Mar Caspio, dipinta come una terra dalle grandi ricchezze. Il signore locale, Amīr Valī, seppe sfruttare appieno le caratteristiche del suo territorio e fu in grado di causare gravi perdite ai timuridi, ma in seguito Tamerlano si riprese e, nel 1384, assediò Asterabad, principale centro della regione. La repressione fu così atroce che riguardò persino «i bambini in fasce», ma Valī non vi assistette perché fuggì in Azerbaigian e non rappresentò mai più un pericolo. Scongiurato ogni possibile rischio di interfacciare un nuovo nemico nei territori appena acquisiti a settentrione, Tamerlano poté concentrarsi sui suoi successivi obiettivi, il Caucaso orientale e l'Iraq, quest'ultimo meno frammentato della Persia e dominato dai Jalayridi.

### Campagna triennale in Persia del nord e Caucaso e guerra con i kipčaki

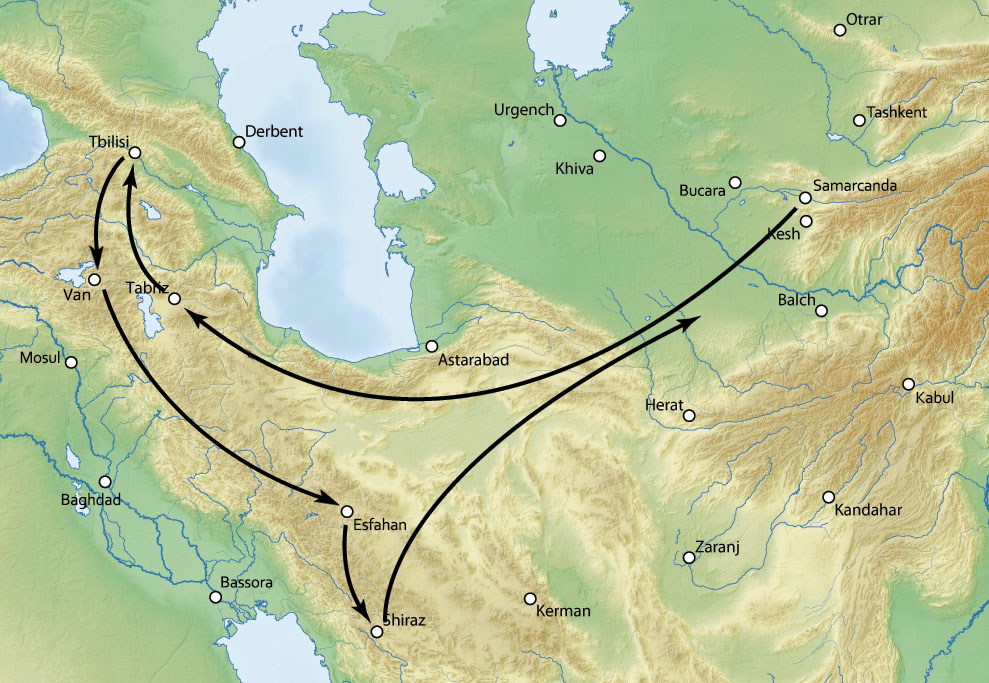
La triennale campagna di Tamerlano tra Iran e regioni confinanti

Dopo aver constatato le fragilità interne della Persia durante la campagna nel Khorasan, Tamerlano decise di occupare completamente quanto ancora non possedeva nel 1386, anno in cui partì verso l'Iran occidentale dopo aver garantito per un po' la quiete al suo impero. Con il pretesto di proteggere quelle carovane che erano state attaccate mentre si recavano in pellegrinaggio a La Mecca, imprigionò ritenendoli responsabili il sovrano del Lorestan (a cavallo tra Iran e Iraq meridionale) e i suoi figli, relegandoli a Samarcanda. Nella quinta campagna in Corasmia del 1388, sottomise nuovamente la grande città di Kunya-Urgench, che si era ribellata su iniziativa della famiglia dei Sufi ancora in vita, e ne trasferì la popolazione a Samarcanda, ordinando la distruzione della città e imponendo, al posto delle vecchie fondamenta, di piantare colture di orzo. Dopo una nuova serie di tumulti, Tamerlano conquistò Baghdad e marciò verso Tabriz, dove vi trascorse l'estate. Lì pianificò la sua campagna verso il regno di Georgia, attirando nuove reclute con il pretesto che si trattasse di una guerra mossa da scopi religiosi. Dopo aver sottomesso Kars, che fu data alle fiamme, Tamerlano agì nell'inverno del 1386 e riuscì non solo a raggiungere la capitale georgiana Tbilisi, ma anche a farne prigioniero il re Bagrat, che sarebbe stato rilasciato soltanto dopo aver finto una conversione all'Islam. È possibile che l'emiro di Samarcanda fosse giunto in Georgia non per conquistarla stabilmente, ma per fornire una dimostrazione di forza e saccheggiare la regione. Il suo ingresso in Azerbaigian aveva trattato irritato un vecchio alleato di Tamerlano, Toktamish, che ne temeva la sete di potere. Così, all'inizio del 1387, Toktamish si convinse a ristabilire la sua signoria sul territorio conteso e attaccò i timuridi ingaggiando un esercito di guerrieri kipčaki, ma uno dei figli di Tamerlano, Miranshah, respinse gli aggressori. In un raro impeto di pietà, l'emiro rilasciò tutti i prigionieri kipčaki e partì alla volta dell'Armenia. Un distaccamento si spinse ancora più a Occidente e raggiunse anche Erzurum, nell'odierna Turchia, città la quale si arrese nel giro di un solo giorno.
Da lì l'emiro marciò in direzione di Esfahan sottomettendo tutti coloro che si trovavano lungo la strada, ovvero gli armeni che vivevano intorno al lago di Van, le due confederazioni rivali turcomanne degli Ak Koyunlu ("Quelli del Montone bianco") e dei Kara Koyunlu ("Quelli del Montone nero") e, infine, i Muzaffaridi situati a Fars. L'acquisizione di Esfahan avvenne pacificamente, in quanto il governatore locale, Muzaffar-i Kashi, aprì le porte ai timuridi e li fece entrare senza combattere. Tuttavia, durante la prima notte in cui l'esercito di Tamerlano soggiornò in città esplosero alcuni tafferugli, con il risultato che l'emiro di Samarcanda ordinò il tradizionale sterminio di tutta la popolazione, cancellando di fatto la presenza di un florido centro dell'epoca. Alcune fonti ricordano le orribili torri di teste ammassate all'interno delle mura a seguito dell'immane strage della popolazione (circa 70 000 morti), una delle più sanguinose della storia.
Dopo aver catturato Esfahan, Tamerlano avanzò in direzione di Shiraz nel 1387, dove il principe muzaffaride locale era fuggito. Quando giunse lì, dopo aver trascorso alcuni mesi venne informato del fatto che Toktamish aveva inviato truppe in territorio timuride. Ciò era stato possibile in quanto, nel 1388, la famiglia Sufi della Corasmia si era rivolta al khan dell'Orda d'Oro e ne aveva approfittato per insorgere. I disordini favorirono l'avanzata di Toktamish fino alle porte di Samarcanda, evento che costrinse Tamerlano a ritornare nella capitale.

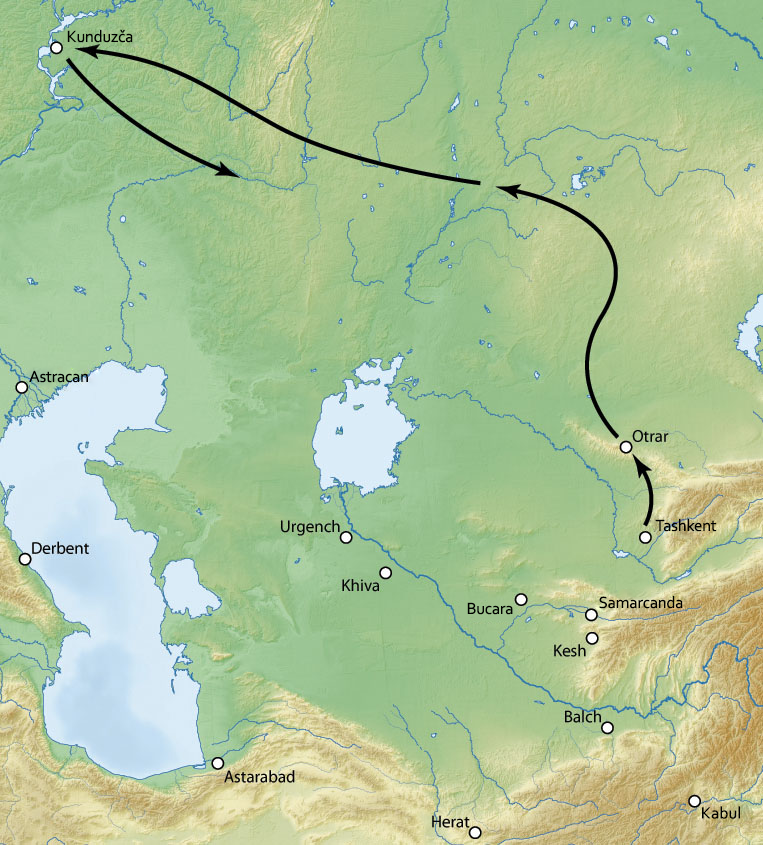
La campagna di Tamerlano in terra kipčaka

Toktamish fu respinto e inseguito dai soldati nemici, i quali si spinsero nella regione abitata dai kipčaki. Le fonti coeve riferiscono che l'esercito timuride contava un totale di 200 000 uomini, una cifra questa ritenuta però sovrastimata. L'esercito timuride inseguì il nemico fino alla Siberia, nella regione delle foreste dell'estremo nord, dove «l'alba sorge subito dopo il tramonto del sole». Qui l'esercito di Toktamish fu circondato sulla sponda destra del fiume Volga nella regione di Samara, e fu quindi sbaragliata nella battaglia del fiume Kondurča del 1391. Ancora una volta Toktamish riuscì a sfuggire, questa volta disperdendo quel che restava del suo esercito negli spazi sterminati delle steppe e delle foreste siberiane. In compenso, lasciò al nemico un ingente bottino e alcuni carri maneggevoli ritenuti particolarmente innovativi all'epoca. Tamerlano tornò quindi a Samarcanda nell'ottobre del 1391, dove convocò un nuovo grande kuriltai e assegnò i territori rientranti nel vecchio impero ghaznavide a suo nipote diciassette Pīr Muḥammad. Tra la primavera e l’autunno del 1390 attaccò il Tien Shan e poi il Turkestan cinese (odierno Xinjiang), seguendo la via della seta fino a Turfan. Quando incontrò il khan locale Khizir Khogia, da poco convertitosi all'Islam, ne sposò la figlia e gli garantì l'ascesa al trono del Moghulstan al posto di Qamar al-Din, vecchio nemico di Tamerlano morto intorno al 1390 in circostanze misteriose. L'emiro pianificò inoltre i preparativi per la sua futura campagna quinquennale compiuta in Persia dal 1392 al 1396.

### Campagna quinquennale in Persia

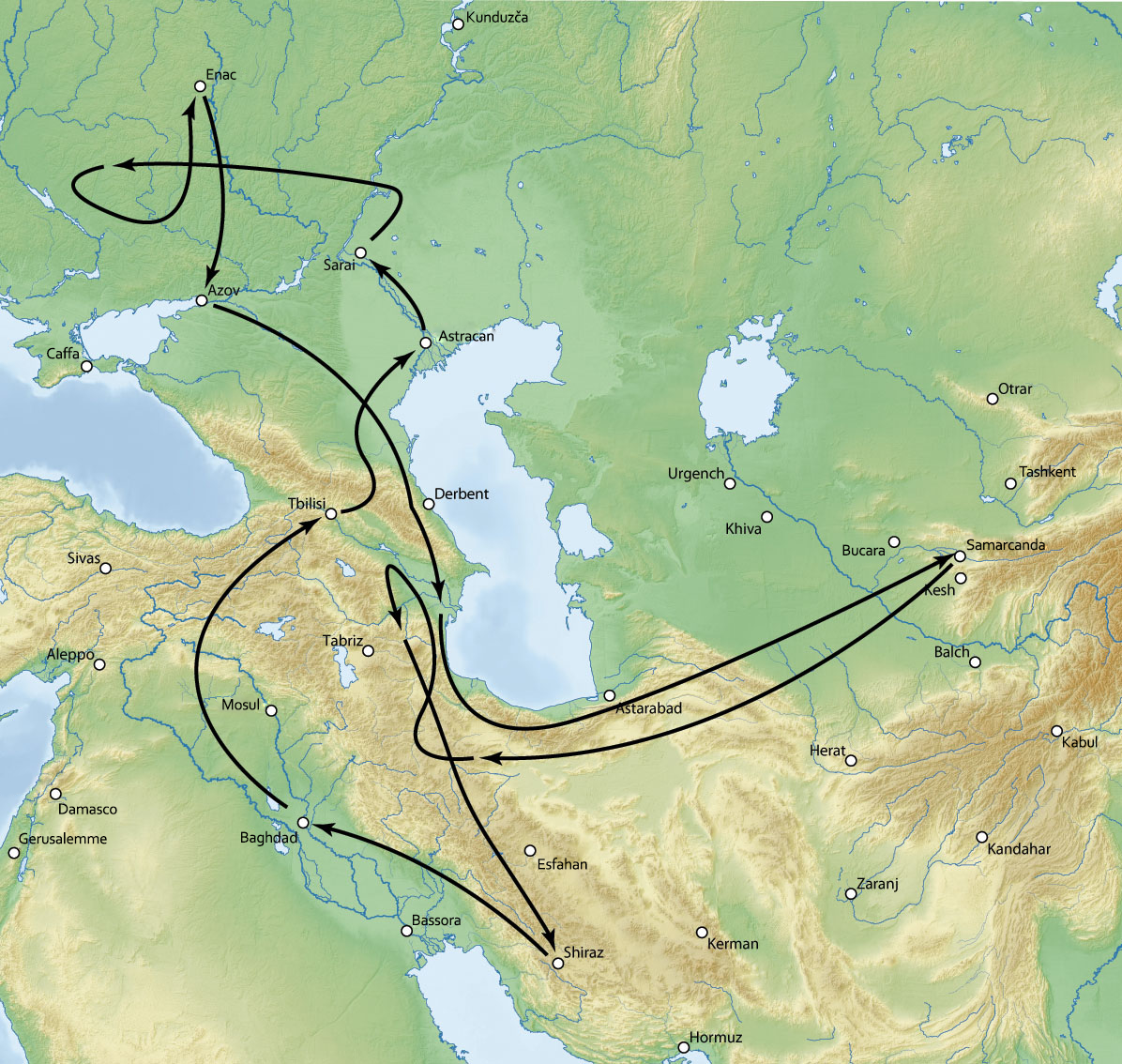
La campagna di cinque anni di Tamerlano

Durante la campagna contro i kipčaki, le città soggiogate da Tamerlano in Persia approfittarono dell'assenza del signore della guerra e scatenarono delle ribellioni. Il principale sostenitore di queste spinte secessioniste fu il muzaffaride Shah Mansur, che tentò di coalizzare le sue forze mentre Tamerlano venne costretto a riposare per via di una malattia contratta nel 1392. Fu solo verso la fine dell'anno che l'emiro si riprese e raggiunse il Mazanderan, spingendosi poi lungo le coste meridionali del mar Caspio. Nel 1393, l'emiro di Samarcanda raggiunse il Lorestan, sopprimendo i tentativi di rivolta nuovamente con la forza e con il terrore. Fu in quel frangente che Shah Mansur venne ucciso davanti alla porte di Shiraz dal nipote di Tamerlano, Shah Rukh.
Dopo la riconquista del Mazandaran e del Fārs, avvenuta con la ripresa di Iṣfahān e di Hamadan nel mese di giugno, Tamerlano procedette in direzione di Baghdad nell'agosto del 1393. L'avanzata fu piuttosto celere, se si considera che le armate percorsero più di 500 chilometri in meno di quindici giorni e tormentati dal caldo dell'estate. Nell'odierna capitale irachena il sultano Ahmad Jalayir, ultimo esponente dei Jalairidi, indirizzò alla controparte doni preziosi, ma Tamerlano si preparò comunque a colpire la città sospettando una potenziale strategia temporeggiatrice del suo nemico. Baghdad aprì le porte all'esercito timuride e non combatté, poiché Ahmad Jalayir preferì fuggire verso Cairo, nel Sultanato mamelucco di Barquq, in cerca di asilo. Assicuratosi l'odierna capitale irachena e avervi trascorso tre mesi, Tamerlano procedette verso nord, ovvero nel Kurdistan. In questo frangente, all'inizio del 1394, il suo secondogenito Umar-shaikh morì colpito da una freccia scagliata da una roccaforte curda. Mesi dopo Tamerlane si fece strada tra Mardin e Diyarbakır, raggiungendo alla fine dell'anno 1394 Aladağ, a nord del lago di Van e a ridosso della Georgia. Tamerlano si recò nella regione del Caucaso quando seppe che una coalizione a lui contraria capeggiata da Toktamish, khan dell'Orda d'Oro, stava pianificando di attaccare i timuridi. Il rivale di Tamerlano si era infatti mosso molto in campo diplomatico mentre l'emiro di Samarcanda agiva in Persia; egli aveva infatti stretto contatti con il gran principe di Mosca Basilio, con il granduca di Polonia e Lituania Ladislao II Jagellone e con il sultano mamelucco d'Egitto. Così, dopo aver attraversato la catena innevata del Caucaso, Tamerlano ingaggiò battaglia contro Toktamish nell'aprile del 1395 sul fiume Terek surclassandolo, senza però riuscire a farlo prigioniero.
Desideroso di infliggere una dura lezione al suo avversario, Tamerlano avanzo in pieno territorio dell'Orda d'Oro, spingendosi fino ai pressi di Kiev e riducendo in schiavitù gli abitanti del fondaco genovese di Tana, sul Mar Nero, oltre a distruggere chiese e monasteri. Sulla strada del ritorno imperversò nuovamente in Circassia e Georgia e, nell'inverno del 1395-1396 attaccò Astrachan', a nord del Caspio, e poi la metropoli e capitale dell'Orda d'Oro Saraj, rasa al suolo senza trovare una seria resistenza. Al posto di Toktamish, Tamerlano secondo il suo costume nominò come governatori due suoi generali: Timur Qutlugh (discendente di Gengis Khan, investito formalmente del titolo di khan dell'Orda), e l'emiro (ministro o visir) Edigu, che mostrarono sempre il proprio sostegno a Tamerlano in maniera timida. Ciò segnò il tramonto della potenza dell'Orda d'Oro, poiché molte rotte commerciali tra Asia centrale ed Europa cessarono praticamente di essere percorse. La campagna si concluse infine quando, nel luglio del 1396, Tamerlano rientrò a Samarcanda.

### Campagna indiana di Tamerlano

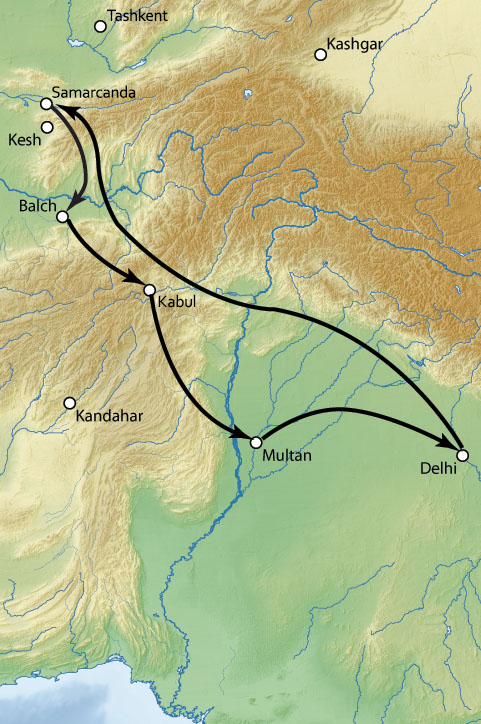
La campagna indiana di Tamerlano

Tamerlano trascorse il 1397 a Samarcanda, impegnandosi ad abbellirla e trascurando le vicende politiche che avvenivano a Occidente del suo impero. Il suo istinto bellicoso si risvegliò nel 1398 e riguardò l'India, la cui capitale Delhi era riconosciuta per le sue straordinarie ricchezze, allo stesso modo dei suoi dintorni. La potenza del Sultanato di Delhi non andava sottovalutata, considerato il vasto arsenale di cui disponeva (centinaia di elefanti da guerra e pericolose granate incendiarie). Per questa ragione, Tamerlano inviò il suo nipote Pir Muhammad alla testa di un piccolo contingente alla conquista di Multan, assoggettata nel maggio del 1398.
Adducendo quale pretesto l'eccessiva tolleranza che il sultano dell'India mostrava verso i propri sudditi indù, Tamerlano ruppe gli indugi e attaccò il Sultano musulmano di Delhi, attraversando l'Indo con un ponte di barche e sbaragliando i Rajput del Sindh interno. Durante l'avanzata, continuò a seguire la strada che da Multan portava a Delhi, sbaragliando le roccaforti presidiate dalle truppe e dagli elefanti del sultano tughlaq Maḥmūd Shāh lungo la strada. La battaglia decisiva si svolse sul fiume Jumna, all'altezza di Pānīpat, il 17 dicembre 1398. In precedenza, Tamerlano aveva fatto uccidere nel giro di un'ora i ben 100 000 prigionieri che l'esercito portava con sé e che, a quanto si riferisce, stavano rallentando pesantemente le operazioni. Durante lo scontro, grazie a un efficace stratagemma tattico che intimidì i grossi mammiferi con delle fascine infuocate, Tamerlano prevalse. La conquista del Sultanato di Delhi si rivelò una delle più valorose vittorie compiute da Tamerlano, poiché egli era riuscito a compiere ciò che Alessandro Magno e Gengis Khan non erano riusciti a fare.

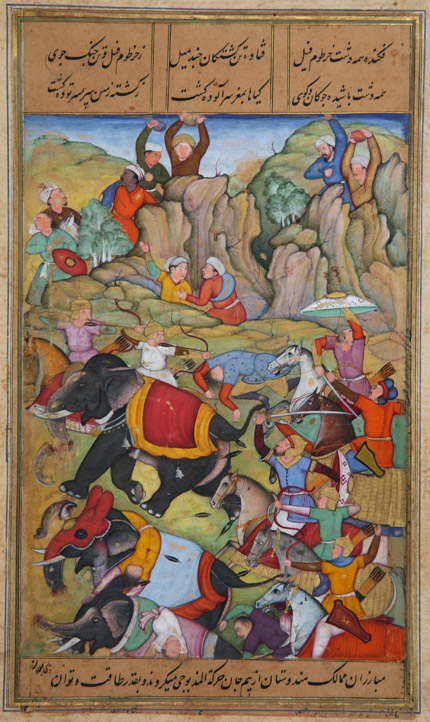
Una scena raffigurante la battaglia di Tamerlano con il sultano di Delhi Maḥmūd Shah, 1398. Illustrazione di Sharaf al-Din Ali Yazdi, (1595-1600)

La città, una delle più ricche di quei tempi, fu presa e atrocemente devastata e saccheggiata durante tre giorni. Malgrado i divieti ufficialmente sanciti, le brutalità proseguirono e quasi tutti i cittadini sopravvissuti al massacro furono ridotti in schiavitù. Oltre ai massacri, va altresì segnalata la distruzione di idoli induisti compiuta in loco in nome del fanatismo religioso. La città «delle spezie e dei profumi» visse un turbinio di eventi così gravi che essi rimasero impressi nell'immaginario collettivo per diversi secoli a venire. Lasciato Khiżr Khān come suo governatore nel Punjab, Tamerlano salutò probabilmente Delhi nel gennaio del 1399 dopo avervi sostato per quindici giorni. Sulla strada del ritorno saccheggiò alcuni insediamenti alle pendici dell'Himalaya e poi sostò con il suo esercito nel Kashmir, dove aveva già insediato un sultano suo alleato. Fu soltanto il 29 aprile che venne raggiunta Samarcanda, i cui abitanti lo attesero riservandogli una festosa accoglienza. Il suo esercito, un tempo velocissimo nei suoi spostamenti, fu nell'occasione talmente carico di bottino da dover marciare con estrema lentezza. Secondo l'ambasciatore castigliano Ruy González de Clavijo, novantacinque elefanti catturati servirono soltanto per il trasporto di certe pietre con cui Tamerlano intendeva erigere una moschea a Samarcanda. Quest'ultimo edificio, di cui è impossibile ricostruire la forma originale per via dei vari restauri subiti nel corso dei secoli, fu realizzato anche con il contributo di ingegneri deportati dall'India e forse, il progetto fondeva caratteristiche della Grande Moschea tughluq situata nel Jahānpanāh a Delhi e peculiarità dell'architettura post-mongola.

### La campagna dei sette anni in Occidente

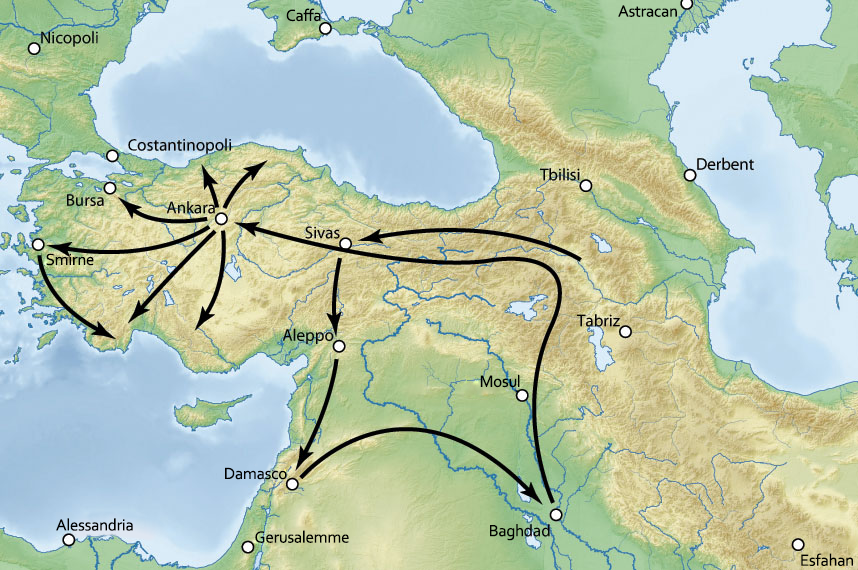
La campagna di Tamerlano in terra mamelucca in Anatolia

Alle porte del XV secolo, il potente emiro possedeva un impero che andava dai territori a occidente del Volga e dal Caucaso fino ai confini con la Cina, e dal lago d'Aral all'Oceano Indiano fino alla valle del Gange, in India. Nel 1397, ovvero quando Tamerlano tornò a Samarcanda dopo la spedizione quinquennale in Persia e un anno prima che pianificasse la spedizione a Delhi, la situazione geopolitica nel Vicino e Medio Oriente era però già mutata. Ahmad Jalayir, con l'ausilio del Sultanato mamelucco d'Egitto e dopo aver stretto un'alleanza pure con i Turcomanni della tribù dei Kara Koyunlu, era riuscito a ritornare in controllo di Baghdad da diverso tempo. I georgiani ne avevano approfittato per ribellarsi e avevano causato diverse scorrerie in territorio timuride su iniziativa del re Giorgio VII. Toktamish, invece, aveva chiesto asilo al re polacco Ladislao II Jagellone e al granduca lituano Vitoldo, meditando una vendetta contro il suo vecchio amico.
Il motivo ufficiale per cui Tamerlano avviò la campagna militare verso ovest riguardò le condotte di suo figlio Miranshah. Dopo essere stato nominato governatore del Khorasan, nel 1396 Miranshah mise in atto una serie di comportamenti che dimostravano chiaramente il suo intento di acquisire più potere e, addirittura, di spodestare il padre mentre era in India. Nel suo Ẓafarnāma, lo scrittore persiano del XV secolo Sharaf al-Din Ali Yazdi sostiene che Miranshah era diventato infermo di mente nel 1399 a seguito di una caduta di cavallo. Da allora ordinò scriteriatamente l'uccisione di oppositori politici, la distruzione di monumenti storici per motivi futili e la profanazione di tombe considerate sacre da alcune confessioni religiose.
Per questo motivo, nel settembre del 1399, Tamerlano iniziò una nuova campagna a quasi quattro mesi dopo il suo ritorno dalla terra indiana. Quando Tamerlano raggiunse il Karabakh, venne a conoscenza dell'esito della battaglia del fiume Vorskla dell'agosto del 1399. In quell'occasione Toktamish, assistito dal granduca di Lituania Vitoldo e dai Cavalieri teutonici, fu sbaragliato dagli uomini che lo avevano rimpiazzato e che aveva insediato Tamerlano, ovvero Timur Qutlugh ed Edigu. Da una parte questa notizia rassicurava Tamerlano, in quanto accantonava definitivamente ogni nuovo timore che Toktamish potesse ritornare al potere. Dall'altra tuttavia, Edigu si dimostrò subito non disponibile a riconoscere una qualche forma di rapporto di subordinazione nei confronti di Tamerlano. L'emiro di Samarcanda venne a conoscenza anche di altre notizie, la più importante delle quali riguardava l'affermazione al potere in Egitto di un debole sultano di nome al-Nāṣir Faraj.

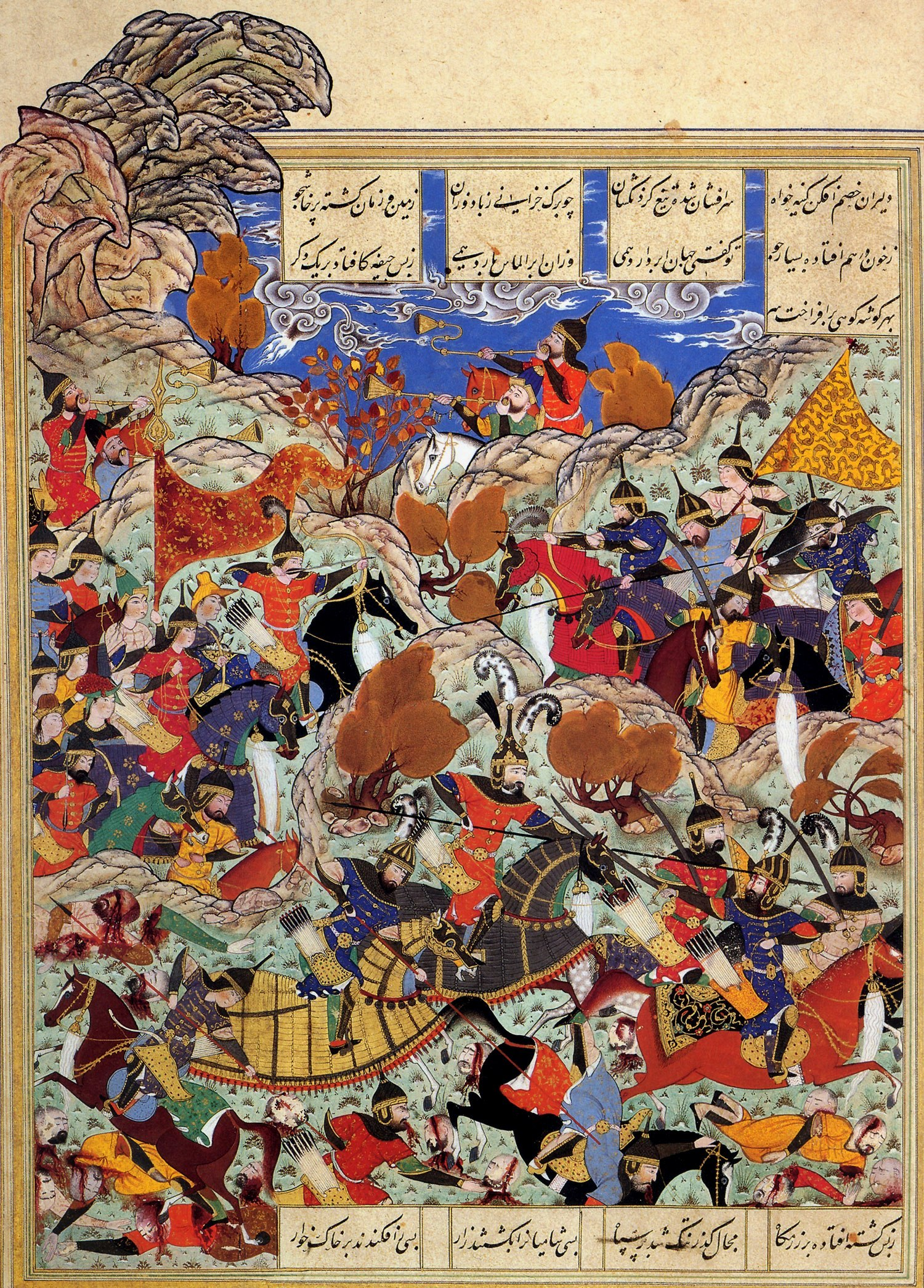
Una scena raffigurante la battaglia tra Tamerlano e il sultano mamelucco al-Nāṣir Faraj in Siria. Illustrazione di Kamaladdin Behzad

Radunate altre truppe nel Karabakh, impose nuovamente il suo controllo in Kurdistan e in Georgia. In quest'ultima regione, nel 1400, stavolta Tamerlano non si limitò a saccheggiarla e costrinse il re Giorgio VI a fuggire sulle vette più remote del Caucaso. Entrato nuovamente a Tbilisi, imperversò nelle intere valli localizzate tra la Cartalia e la Cachezia, attaccando il clero e i monumenti cristiani e causando massacri ovunque. In seguito Tamerlano sollecitò il sultano dell'impero ottomano Bayezid I, a non fornire asilo ai nemici dell'impero timuride, primo fra tutti il vecchio sultano di Baghdad Ahmad Jalayir. Vittorioso in Serbia, in Bulgaria (1394) e contro una coalizione di crociati franco-ungherese a Nicopoli (1396), Bayezid I stava pianificando di conquistare Costantinopoli nel 1394 e nel 1395, tentando di realizzare una manovra di accerchiamento dopo averle già imposto il pagamento di un esoso tributo. L'energico sultano ottomano si stava espandendo rapidamente anche verso oriente con le sue campagne anatoliche, la principale delle quali terminò con la conquista di Konya nel 1397-1398. Poiché l'espansione allarmava l'Europa occidentale, in quanto poteva minacciare tutti gli Stati affacciati sul mar Mediterraneo, alcune potenze europee si preoccuparono di stringere canali diplomatici con Tamerlano. Esse iniziarono a pensare che i loro interessi potessero coincidere con quelli di Tamerlano, contrapponendosi congiuntamente all'avanzata turca. Gli europei vedevano in lui molte analogie con i mongoli di un secolo e mezzo prima, che distruggendo il Califfato abbaside dell'Iraq e della Siria, avevano consentito la sopravvivenza per mezzo secolo ancora degli Stati crociati in Palestina. Una nuova pax mongolica avrebbe inoltre aiutato molto i commerci dei mercanti occidentali. Il coimperatore Giovanni VII Paleologo si accordò con il podestà genovese di Galata per inviare ambasciatori a Tamerlano. Essi proposero a Tamerlano di versare un tributo a lui in cambio di un'alleanza per sconfiggere i turchi stessi. Un'ambasceria parallela venne condotta anche dal re di Francia Carlo VI tramite alcuni domenicani. L'emiro fu molto interessato alle ricche proposte offertegli dagli europei, motivo per cui rassicurò la coalizione anti-ottomana sul fatto che intendeva colpire il sultano. Tamerlano sperava che, tramite la Repubblica di Venezia e di Genova, avrebbe potuto ottenere quella flotta che non possedeva per distruggere la potenza ottomana anche nei territori europei. Bayezid si impossessò di Erzincan nell'agosto-settembre del 1400, rimpiazzando il governatore filo-timuride presente. Il sultano ottomano rispose in maniera sprezzante alle intimazioni di Tamerlano, definendo in quell'occasione per la prima volta di cui si ha conoscenza l'emiro "Timur-i-lenk", ovvero Timur lo zoppo. Quando il sultano ottomano esautorò l'uomo fedele all'emiro di Samarcanda situato nell'Anatolia orientale, i timuridi si preparano a combattere gli ottomani. La campagna di Tamerlano procedette dapprima verso Sivas, Malatya e Ayutab, ma una volta arrivato a Kayseri egli inaspettatamente si diresse a meridione, attaccando la Siria vassalla del sultanato egiziano. Quando sia Damasco sia Aleppo cedettero all'inizio del 1401, il sultano mamelucco Faraji, giunto nella regione per fornire morale alle truppe, ripiegò in tutta fretta in Egitto. Ahmad Jalayir era nel frattempo riuscito ad arrivare a Baghdad con il supporto dell'esercito ottomano, motivo per cui Tamerlano prima attaccò Mosul e poi avanzò fino alla moderna capitale irachena. Lì la ferocia dell'emiro si rivelò senza eguali, poiché dopo aver surclassato i difensori della città la rase al suolo e formò una pila di 90 000 teschi umani distribuita su 120 colonne.
Lo scontro principale con il sultano ottomano avvenne nella battaglia di Angora (l'odierna Ankara), il 20 luglio 1402. Si trattò di uno scontro dalle vaste proporzioni, tanto che le fonti coevi stimano gli uomini fedeli a Tamerlano compresi tra 250 000 e 500 000 uomini (alcuni addirittura riferiscono di un milione di soldati): tuttavia, gli studiosi moderni considerano le cifre verosimilmente esagerate. I turco-mongoli potevano contare sull'ausilio di alcuni principi turcomanni che si rivoltarono contro gli ottomani, oltre a un grande numero di elefanti da guerra indiani, mentre gli avversari, meno numerosi e affiancati da mercenari serbi e vari giannizzeri (realisticamente compresi tra 5 000 e 10 000), riportarono una disastrosa sconfitta.

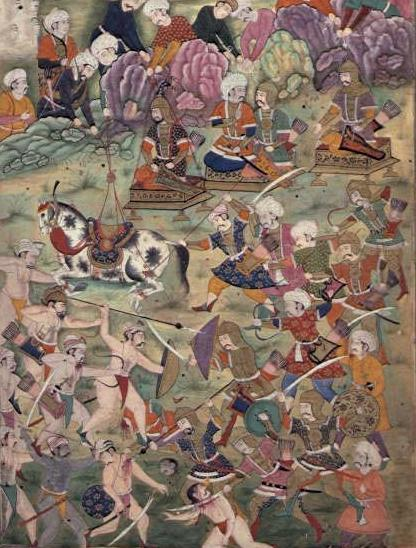
Una scena raffigurante la battaglia di Angora. Illustrazione mongola di autore ignoto

La grande esperienza militare degli uomini di Tamerlano fece la differenza. Sfruttando la maggiore mobilità della sua cavalleria, Tamerlano riuscì a porre il suo esercito fra quello degli ottomani e le uniche risorse d'acqua disponibili per dissetare eserciti così grandi. I turchi furono perciò costretti ad attaccare e finirono quindi accerchiati e massacrati dagli arcieri della cavalleria mongola e dalla scimitarre della cavalleria chagatai di Tamerlano. Il sultano dell'impero ottomano Bayezid I, sebbene eroicamente difeso dal contingente alleato serbo destinato alla sua persona e ai suoi eredi, fu catturato e trascorse gli ultimi mesi della sua vita da prigioniero alla corte di Tamerlano. Secondo alcune fonti, morì suicida il 9 aprile del 1403 in prigionia, ma esistono alcuni resoconti, intrisi di elementi dalla dubbia veridicità, secondo i quali l'emiro nutrì per il sultano perfino un insolito sentimento di ammirazione e amicizia.
Alla battaglia assistettero anche numerosi ambasciatori inviati dai re cristiani presso Tamerlano per valutarne la potenza e la reale forza militare. La conduzione strategica della battaglia da parte di Tamerlano, secondo quanto venne riferito, era stata ancora una volta perfetta, nonostante l'enorme numero di combattenti impiegati. La vittoria sui turchi riuscì nei fatti a ritardare di cinquant'anni la presa di Costantinopoli da parte degli ottomani. Contrariamente a quanto si aspettavano gli europei, l'emiro di Samarcanda non fermò la propria campagna verso occidente e coltivò ancora il suo sogno di eseguire una seconda volta l'impresa di Gengis Khan. Così si spiegano le conquiste avvenute tra 1402 e 1403 di Smirne, difesa dagli Ospitalieri di Rodi, Focea e Chio. Nella primavera del 1403, Tamerlano aggredì inoltre Bursa, Nicea e Pergamo, dove rimase incantato a contemplare i resti della civiltà classica, come era accaduto a Baalbek. Le manovre dei timuridi in Anatolia furono favorite dalla grande crisi in cui versava l'impero osmanico (si parla di interregno ottomano) a seguito della sconfitta riportata ad Angora e delle divisioni tra i figli di Bayezid, sfruttate appieno da Tamerlano. Frattanto gli europei erano molto indecisi sul da farsi e speravano ancora di costituire un'alleanza con i mongoli. Fu Enrico III di Castiglia colui il quale spedì più ambascerie a Tamerlano, inviando altresì il nobile Ruy González de Clavijo. Questi visitò anche la corte di Tamerlano a Samarcanda nel 1404 e realizzò una serie di appunti ritenuti assai preziosi per la ricostruzione delle vicende relative all'impero timuride.
Dal canto suo, Tamerlano aveva altri pensieri per la testa e non sognava alcuna conquista in larga scala dell'Europa. Egli riteneva quello Costantinopoli un impero ormai alla mercé di quello ottomano, da lui peraltro battuto. Inoltre, la notizia pervenutagli nel marzo del 1403 della morte del suo amato nipote Muhammad Shah, figlio del suo primogenito Jahangir, rattristò molto il generale e sovrano settantenne, che si lasciò andare a una profonda tristezza e si circondò di dervisci con cui discuteva di teologia. Così, tra la fine del 1403 e la primavera del 1404, ripartì verso oriente, incaricando suo nipote Abu Bakhr di sedare l'ennesima rivolta scoppiata in quel che si stava ricostruendo a Baghdad e incaricandogli di riportarla all'antico splendore, un compito questo che si dimostrò impossibile da eseguire in tempi brevi. Quando ritornò a Samarcanda nella primavera del 1404, ne approfittò per recuperare le forze e concentrare la sua attenzione verso un altro territorio che lo affascinava profondamente e che destava la sua curiosità, la Cina.

### La fallita spedizione in Cina e la morte

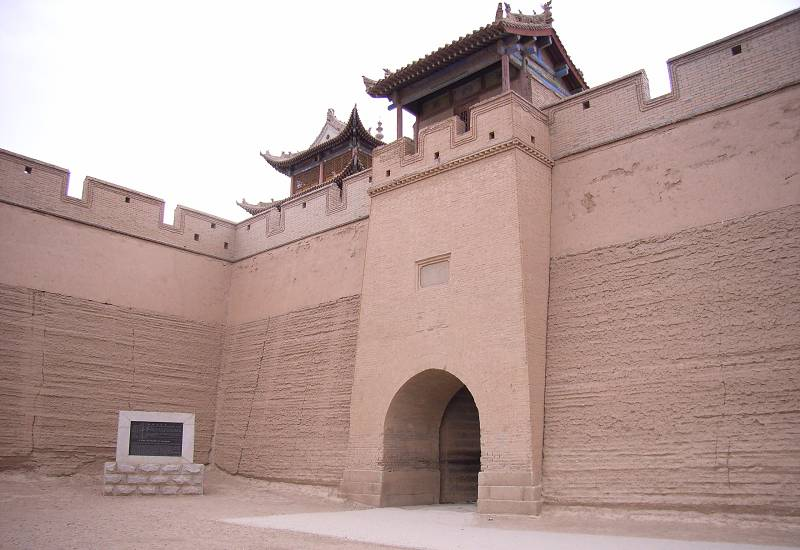
La fortificazione situata presso il passo di Jiayu. Essa fu rafforzata quando si diffuse la notizia che Tamerlano stava pianificando di invadere la Cina

La Cina dell'inizio del XV secolo governata dalla dinastia Ming stava vivendo un periodo di grande splendore. I Ming avevano soppiantato nel 1368 i mongoli della dinastia Yuan, fondata da Kublai Khan, nipote di Gengis Khan. Il primo imperatore Ming, Hongwu, pretendeva e riceveva tributi dai signori dell'Asia Centrale che considerava eredi del gengiskhanide Kublai sconfitto. Entro certi limiti, Tamerlano aveva accettato la pretesa della nuova dinastia cinese, considerato che il suo impero aveva inviato già in tre occasioni dei grandi doni all'indirizzo di Pechino (1387 o 1388, 1392 e 1394). Tuttavia nel 1404, definendo usurpatori i nuovi sovrani cinesi, non fece più mistero del suo sogno di restaurare nella sua interezza l'impero mongolo, compresa la parte costituita dalla Cina di Kublai. Radunato il suo seguito, si convinse ad attraversare le catene montuose che separavano Samarcanda dalla Cina in pieno inverno. La speranza era quella di attraversare il Syr Darya sul ghiaccio solido, cosa che avvenne il 27 dicembre 1404, per poi raggiungere la destinazione in primavera. Arrivato a Farab, radunò un numeroso esercito, ma al contempo contrasse una malattia, forse una polmonite, che minò la sua già fragile salute da ultrasettantenne. Sentendo avvicinarsi la morte, sperò di poter incontrare un'ultima volta il solo figlio che gli era sopravvissuto, Shah Rukh, ma quest'ultimo si trovava nella lontana Tashkent. Tamerlano aveva appena ricevuto una supplica di Toktamish, che implorava la sua generosità; secondo alcuni, pare che l'emiro gli concesse infine il perdono, ma altri autori appaiono di avviso contrario. Pare che, nonostante lo stato di malattia, l'emiro non avesse mutato le proprie abitudini e che avesse continuato a mangiare e a bere in maniera sconsiderata per un uomo della sua età. Come appariva quasi inevitabile, il 19 febbraio 1405 Tamerlano spirò a Farab, oggi parte del Kazakistan, senza aver mai potuto incontrare suo figlio. Imbalsamato e chiuso in un sarcofago d'ebano, i suoi uomini non raggiunsero la Cina e lo riportarono a Samarcanda, tumulandolo nel mausoleo che egli aveva fatto erigere per sé e per la sua famiglia, il Ghur-i Mir. Assieme a Tamerlano, vennero poi sepolti altri discendenti della famiglia.
I successori di Tamerlano, alcuni dei quali celebri per la loro tutela del mondo culturale, videro l'impero dividersi. Lo Stato timuride iniziò infatti a indebolirsi e scoppiarono presto guerre civili e dispute per il trono, poiché figli e nipoti si contesero il potere nonostante il signore della guerra avesse nominato suo nipote Pīr Muḥammad come successore. La dipartita del grande emiro coincise dunque con il termine dell'apogeo della realtà timuride, che non tornò mai più a rivivere i fasti di una volta. Pīr Muḥammad sopravvisse per un solo anno al nonno e morì nel 1406, quando il trono fu occupato brevemente da Mīrān Shāh. Sebbene altri figli e nipoti del defunto signore della guerra non riuscirono a imporsi nel corso delle lotte civili avvenute in tutto il territorio posseduto da Tamerlano, Shah Rukh, suo quarto figlio, riuscì a mantenere la sua posizione di governatore nel Khorasan e si affermò definitivamente a Samarcanda nel 1409.

## Aspetto fisico e personalità

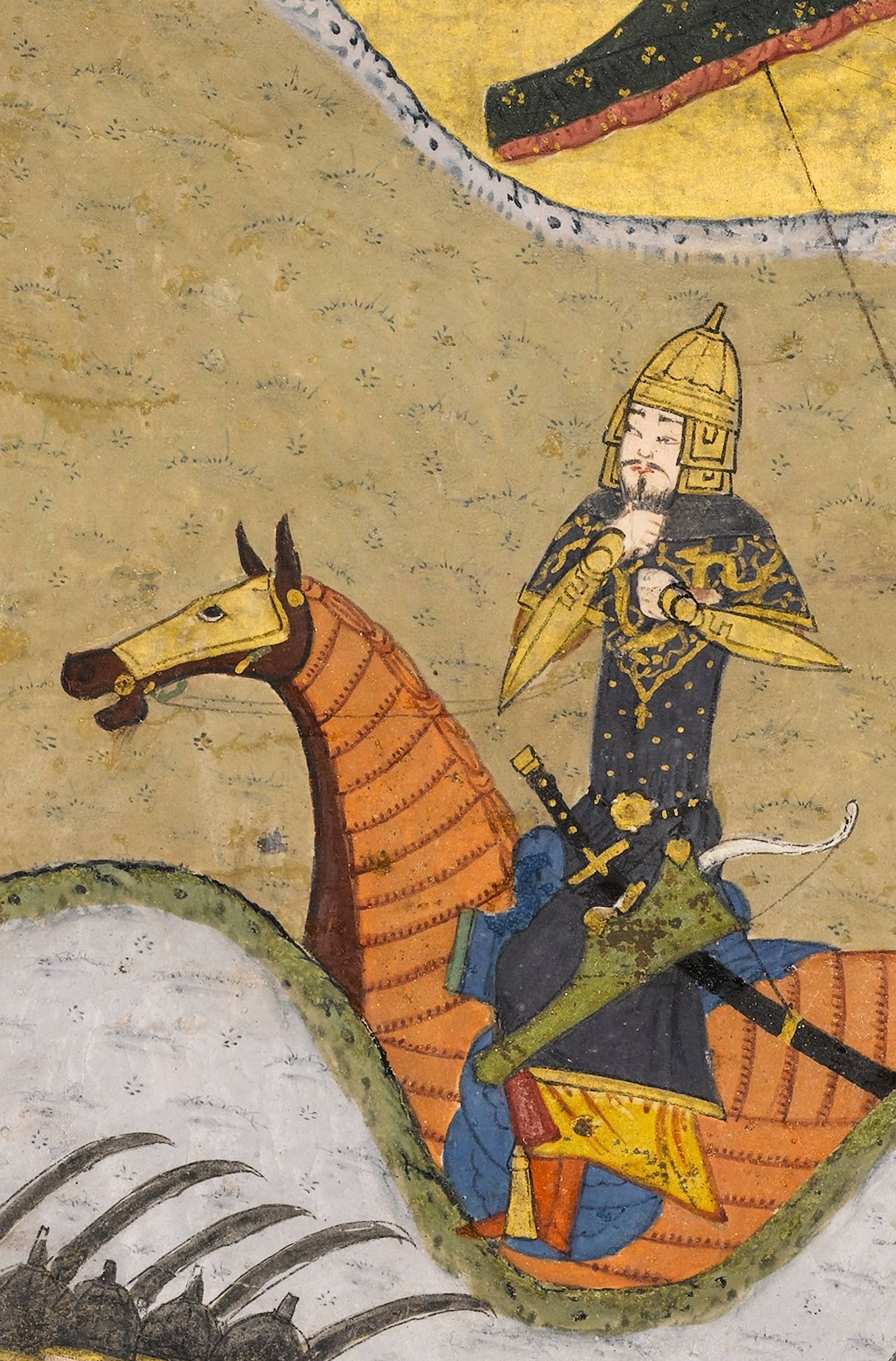
Tamerlano conduce le sue truppe alla conquista di Baghdad nel 1393 in un ritratto quasi contemporaneo (1435-1436) contenuto nella Zafarnama

È opinione condivisa che il vero motivo delle campagne di Tamerlano fosse la sua insaziabile ambizione imperialistica, come espresso dalla sua dichiarazione: «L'intera estensione della parte abitata del mondo non è abbastanza grande per avere due re». Molto abile nello sfruttare le divisioni degli avversari, costruì il suo impero sulle vittorie militari e su una doppia legittimazione,  cioè quella,di sovrano mongolo che rivendicava la discendenza diretta e indiretta da Genghiz Khan e quella di guerriero islamico che combatteva per la fede (Ghazi). Assai controversa è anche la questione se sia stato fin dalla gioventù un uomo colto oppure addirittura un illetterato e un analfabeta. Stando alle fonti storiografiche, Tamerlano poteva agevolmente sostenere una discussione su temi di filosofia, geografia o di storia antica con un erudito del calibro del grande storico Ibn Khaldūn. Tamerlano si esprimeva probabilmente in una variante del turco, tradizionalmente chiamato turco ciagataico. Ibn 'Arabshāh riferisce che egli conosceva il turco, il mongolo e il persiano, ma non l'arabo. Tuttavia, era il persiano ad essere tenuto in grande considerazione da Tamerlano, in quanto era la lingua non solo della sua corte, ma anche della sua cancelleria. Aveva inoltre forza e resistenza fisica eccezionali, al punto di potere sfidare a duello individuale i propri avversari a oltre quarant'anni di età.
Si dice che il grande emiro fosse un appassionato degli scacchi, di cui pare avesse escogitato una variante giocata su una scacchiera 10×11. Incontrò spesso intellettuali, intrattenendo conversazioni con loro. A titolo di esempio, a Damasco, mentre era in corso la campagna settentrionale, Tamerlano incontrò il celebre intellettuale maghrebino Ibn Khaldūn; i due discettarono piacevolmente di geografia e di storia. Quest'ultimo fornisce un ritratto molto interessante della figura di Tamerlano:
(Scritti di Ibn Khaldūn)

### L'esumazione

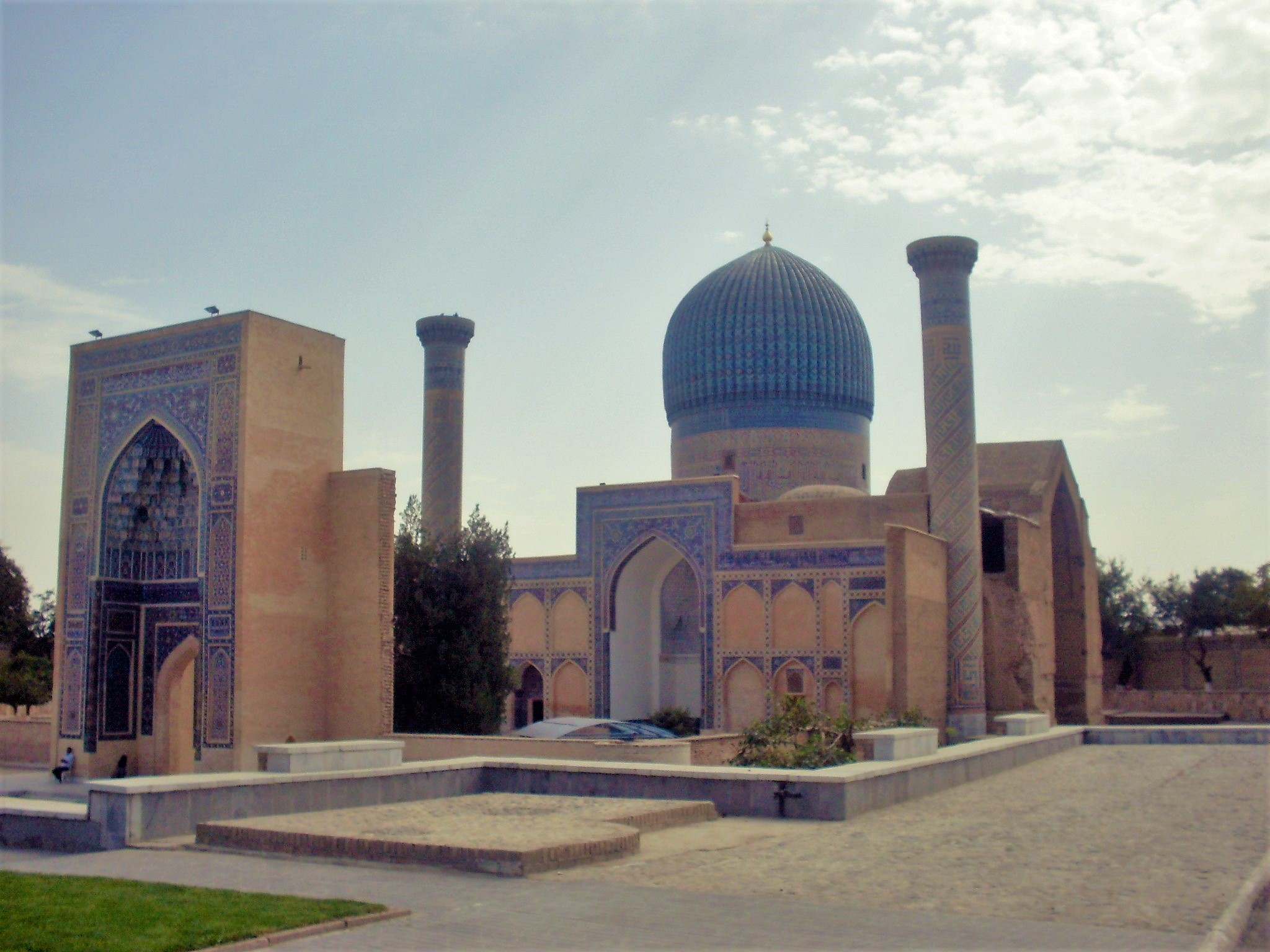
Il mausoleo Gur-e Amir, sede della tomba di Tamerlano e quella di numerosi altri sovrani timuridi

Al di là dei ritratti coevi, i quali sicuramente riescono a fornire un'immagine estetica più o meno affidabile dell'emiro, è stata l'esumazione l'operazione attraverso la quale è stato possibile ricostruirne in maniera fedele l'aspetto fisico. Le spoglie di Tamerlano furono ritrovate nella sua tomba nel Mausoleo Gur-e Amir a Samarcanda nel 1941 dall'antropologo russo Mikhail M. Gerasimov, il quale scoprì che - malgrado la statura di un metro e settanta dello scheletro - le caratteristiche facciali si conformavano a fattezze mongoloidi. L'esumazione consentì di accertare che il sovrano defunto era zoppo per una ferita alla gamba destra, oltre ad avere un'affezione cronica al gomito che ne aveva invalidato l'uso del braccio destro. Dal teschio, Gerasimov riuscì anche a ricostruire il verosimile aspetto di Tamerlano.
È diffusissima tradizione che fosse stata scagliata una maledizione contro chi avesse violato la tomba. La maledizione si sarebbe prima abbattuta sul persiano Nadir Shah (1736-1747), che di ritorno dall'India avrebbe asportato la tomba (un unico blocco di giada verde). In seguito, i tentativi di aprirla vi avrebbero provocato una crepa. I guai che ne conseguirono furono tali da convincerlo a far riportare la tomba a Samarcanda, ma egli venne ugualmente assassinato.
Secondo un'interpretazione para-storica, anche alla "violazione" per mano sovietica seguirono delle coincidenze. L'apertura avvenne il 21 giugno 1941, e all'indomani, la Germania nazista scatenò l'Operazione Barbarossa, ovvero l'invasione tedesca dell'Unione Sovietica. Viene ritenuta opera della sorte anche la circostanza che, poco dopo la nuova sepoltura dello scheletro di Tamerlano (assieme a quello del nipote Uluğ Bek) secondo il rito musulmano dell'inumazione nel novembre del 1942, ebbe luogo la resa dei nazisti a Stalingrado nel febbraio del 1943.

## Religione
Timur era un sunnita praticante, forse appartenente alla scuola dei Naqshbandiyya, che era influente in Transoxiana e, in particolare, a Bukhara. Sulla base di quanto si è a conoscenza, pare che in vita sacrificò l'esecuzione di alcuni dettami religiosi al pragmatismo. Egli dimostrò inoltre delle simpatie per sufismo, così come palesò una velata ammirazione per lo sciismo sfociata in una pallida tolleranza. Il segnale più evidente di quanto si sta affermando si rintraccia sulla sua lapide presente nel mausoleo di Gur Amir a Samarcanda, dove è presente un elaborato albero genealogico, in gran parte inventato, che lo fa risalire ad ʿAlī, il genero di Maometto. Tanto per gli studiosi moderni quanto per i suoi contemporanei, risultava difficile inquadrare il suo credo religioso. Per questo motivo, come ha affermato Justin Marozzi, Tamerlano sembrò perlopiù agire in maniera camaleontica, ammiccando l'occhio alle diverse interpretazioni dell'Islam a costo di una scarsa coerenza e privilegiando, in estrema sintesi, «il credo della conquista».

## Discendenza

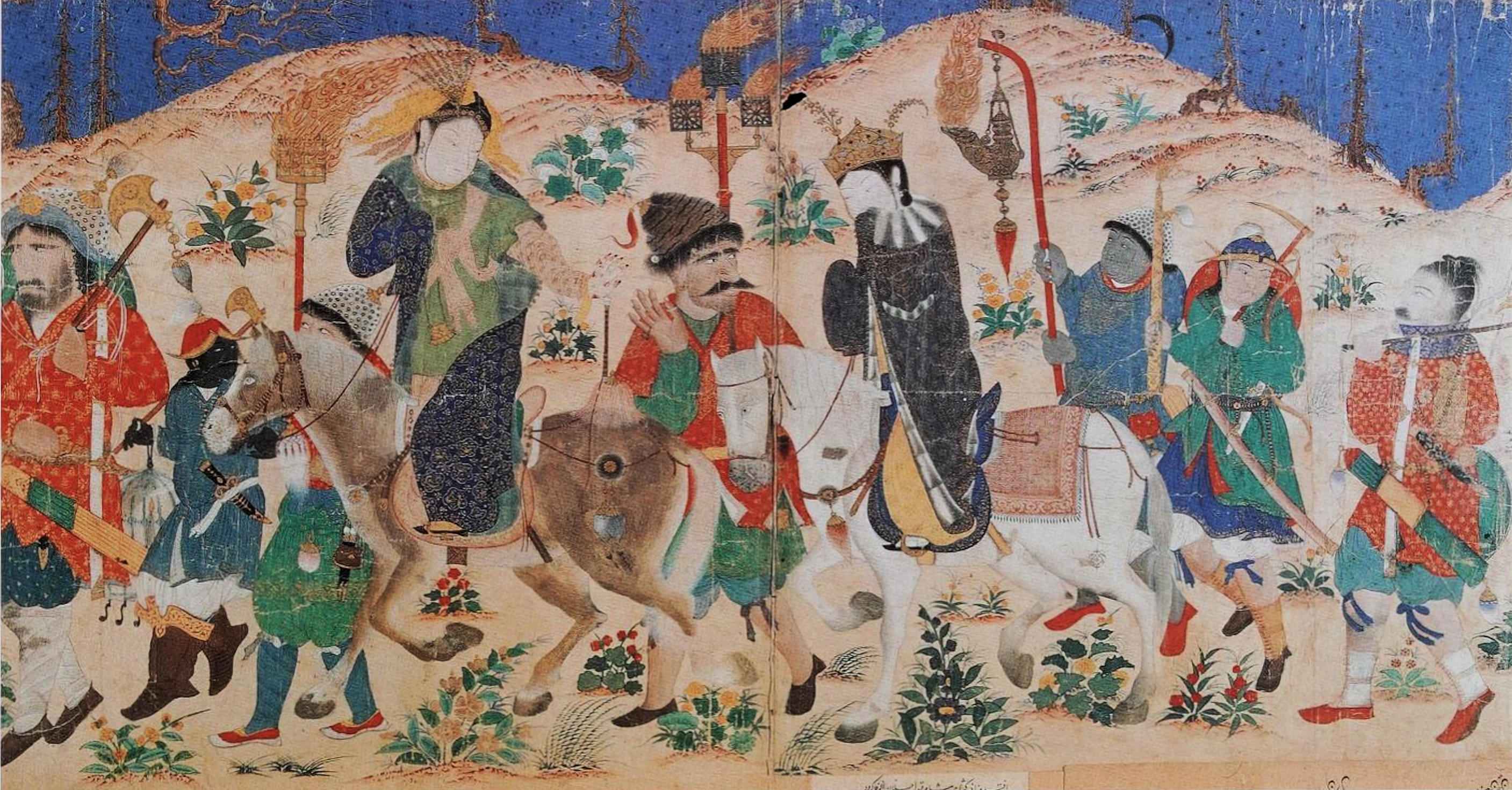
Donna in viaggio in un'illustrazione che ritrae Samarcanda o l'Asia centrale del 1400 circa. Essa raffigura forse il matrimonio di Tamerlano con Dilshad Aqa nel 1375

Vi è incertezza sul numero di mogli e concubine che vissero al fianco di Tamerlano, ma è certo che ognuna di queste donne fu anche sua consorte, come era usanza tra i mongoli. L'emiro fece infatti di decine di donne le sue mogli e concubine mentre conquistava le terre dei loro padri o degli ex mariti.
Di seguito viene riportata un elenco delle principali consorti note di Tamerlano:
- Turmish Agha, madre di Jahangir Mirza, Jahanshah Mirza e Aka Begi;
- Oljay Turkhan Agha (m. 1357/58), figlia di Amir Mashlah e nipote di Amir Qazaghan;
- Saray Malik Katun (1367), vedova di Amir Husain e figlia di Qazan Khan;
- Islam Agha (m. 1367), vedova di Amir Husain e figlia di Amir Bayan Salduz;
- Ulus Agha (m. 1367), vedova di Amir Husain e figlia di Amir Khizr Yasuri;
- Dilshād Āghā (m. 1383), figlia di Shams ed-Din e di sua moglie Bujan Āghā;[154]
- Touman Agha (m. 1377), figlia di Amir Musa e di sua moglie Arzu Mulk Agha, figlia di Amir Bayezid Jalayir;
- Chulpan Mulk Agha, figlia di Haji Beg di Jetah;
- Tukal Khanum (m. 1397), figlia del Khan mongolo Khizr Khoja;
- Tolun Agha, concubina e madre di Umar Shaikh Mirza I;
- Mengli Agha, concubina e madre di Miranshah;
- Toghay Turkhan Agha, signora del Kara Khitai, vedova di Amir Husain e madre di Shah Rukh;
- Tughdi Bey Agha, figlia di Aq Sufi Qongirat;
- Sultan Aray Agha, una dama di Nukuz;
- Malikanshah Agha, una donna Filuni;
- Khand Malik Agha, madre di Ibrahim Mirza;
- Sultan Agha, madre di un figlio morto in tenera età.

### Figli
- Umar Shaikh Mirza I - con Tolun Agha
- Jahangir Mirza - con Turmish Agha
- Miranshah Mirza - con Mengli Agha
- Shah Rukh - con Toghay Turkhan Agha

### Figlie
- Aka Begi (m. 1382) - da Turmish Agha. Sposata con Muhammad Beg, figlio di Amir Musa Tayichiud;
- Sultan Bakht Begum (m. 1429/1430) - da Oljay Turkhan Agha. Sposò prima Muhammad Mirke Apardi, sposò in seconde nozze, nel 1389/1390, Sulayman Shah Dughlat;
- Sa'adat Sultan - da Dilshad Agha
- Bikijan - da Mengli Agha
- Qutlugh Sultan Agha - da Toghay Turkhan Agha

## Rilevanza storica

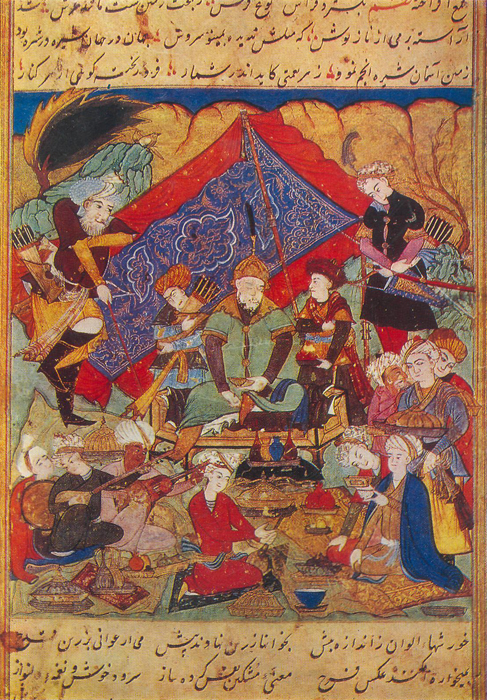
Tamerlano banchetta nei giardini di Samarcanda

Tamerlano segnò al tempo stesso il culmine e il declino delle grandi invasioni dei cavalieri nomadi in Asia ed in Europa. Il lascito del "Rinascimento" di Tamerlano comprende alcuni capolavori architettonici a Samarcanda e a Kesh che hanno pochi confronti (si veda a tal proposito architettura timuride). Tamerlano scelse di abbellire e fortificare la capitale al punto di renderla una delle città più splendide dell'Asia. Qui il contrasto fra l'immagine del condottiero mongolo distruttore di decine di grandi città e massacratore di centinaia di migliaia di innocenti da un lato, e il sovrano amante della grandiosità, dell'arte e della bellezza dall'altro, non potrebbe essere più stridente. Nella capitale si possono ancora ammirare la piazza centrale (il Registan, le cui madrase sono però successive), la più grande moschea del tempo, dedicata alla moglie Bibi Khanum, il mausoleo fatto costruire per sé e i propri discendenti (Gur-i-Amir); e lo stupendo complesso dei santuari della necropoli "Shāh-i Zinda" (Il re vivente). Sulla probabile spinta delle due mogli, l'emiro ordinò altresì la costruzione di sontuosi giardini e vari edifici.
Nella sua terra d'origine, oggi la repubblica dell'Uzbekistan, dopo la liberazione dalla dominazione sovietica che era contraria al culto delle nazionalità, Tamerlano (ricordato come Amīr Timur) è oggetto di venerazione come «padre della patria» e considerato il fondatore di uno dei più vasti imperi della storia universale.

## Influenza culturale
Tamerlano finì per influenzare la costruzione di opere come Il Principe di Niccolò Machiavelli. Si devono infatti a un mercante senese, Beltramo Mignanelli (che fu testimone diretto dell'assedio, della presa e dell'incendio di Damasco nel gennaio del 1401 da parte di Tamerlano), le prime notizie in Italia su Tamerlano, con delle lettere che finirono col far parte dell'opera di Poggio Bracciolini, cui sembra si sia ispirato appunto Machiavelli. Il mito di Tamerlano, rinvigorito nel Cinquecento da Paolo Giovio e Nicolao Granucci, si diffuse anche grazie all'enciclopedista spagnolo Pedro Mexía, che lo introdusse nella sua opera enciclopedica.
Vanno anche ricordate le numerose opere teatrali sorte dal Seicento in poi attorno alla figura del conquistatore centro-asiatico. Se tra i primi esempi vanno ricordati il Tamerlano il Grande di Marlowe (Tamburlaine the Great, 1587, in due parti) e il Tamerlano, o la morte di Beyazit (Tamerlan, ou la Mort de Bajazet, 1676) di Jacques Pradon, altre opere successive portarono alla creazione dei libretti di grandi composizioni liriche, come quelle di Händel (Tamerlano, 1724) e di Vivaldi (Bajazet, 1735). Curiosamente all'interno dell'opera teatrale Turandot del drammaturgo Carlo Gozzi che ha ispirato l'opera lirica Turandot composta da Giacomo Puccini il padre del principe ignoto Calaf si chiama proprio Timur. Nel 1827, gli fu dedicato anche un poemetto da Edgar Allan Poe.

## Giudizio storiografico

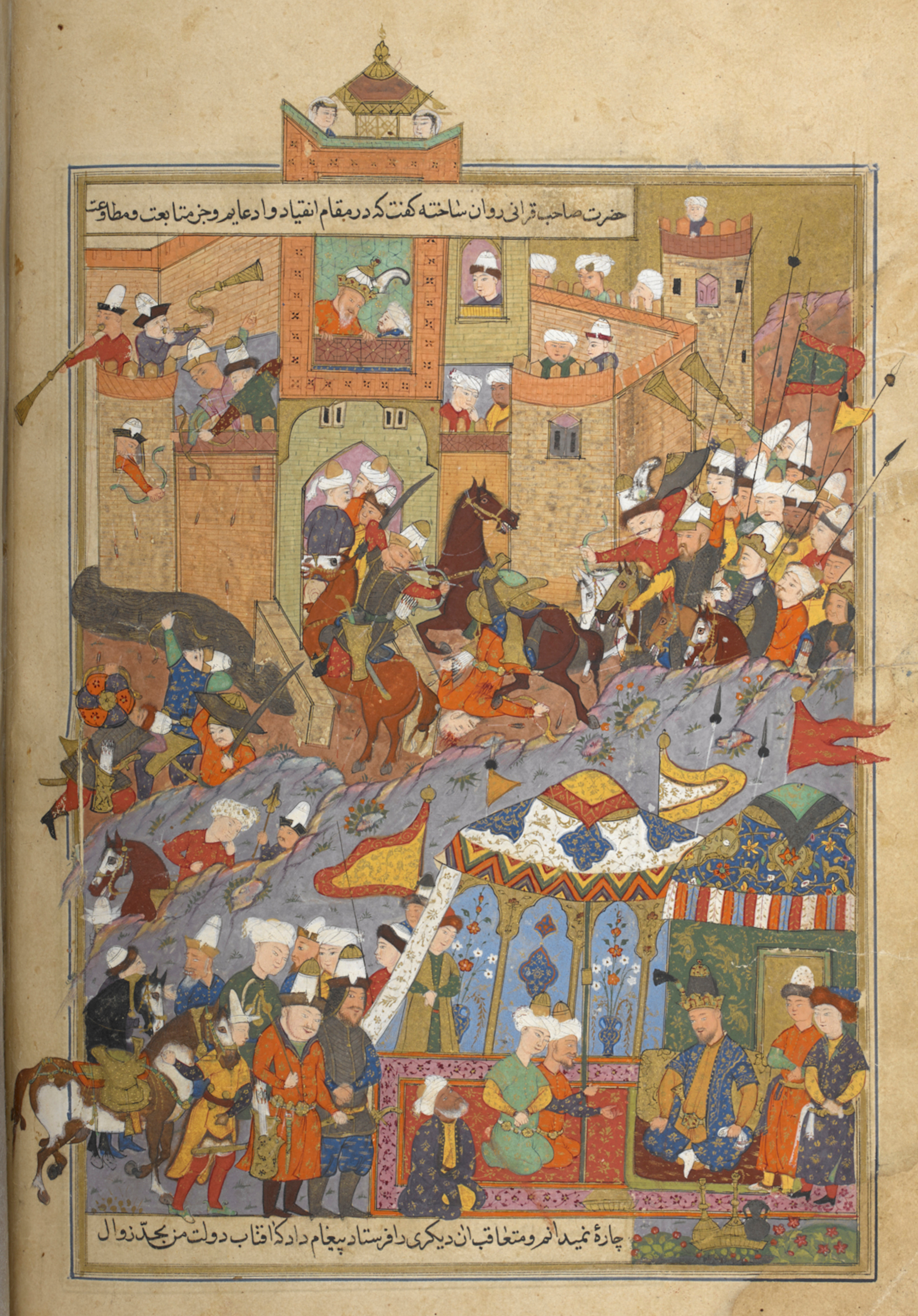
Tamerlano riceve degli inviati durante il suo attacco nella battaglia di Balkh (1370)

I pareri relativi alla figura di Tamerlano non risultano uniformi. Ciò che viene unilateralmente riconosciuto è che fosse un genio dell'arte militare, essendosi dimostrato capace di tenere in pugno un esercito sterminato, composto da cavalieri nomadi provenienti dai quattro angoli dell'Asia (turco-mongoli chagatai, mongoli, tartari, turcomanni, persiani e persino indiani con i loro elefanti) e di condurli di vittoria in vittoria in innumerevoli battaglie. Gli si riconosce inoltre il merito di aver accorpato gran parte della galassia di Stati grandi e piccoli retti da sovrani nominali di discendenza gengiskhanide e da emiri che governavano in loro nome. Egli non mise mai in discussione la legittimità formale della sovranità per i discendenti di Gengis Khan, fin quasi al termine della sua vita, quando si propose di invadere la Cina e rinunciò a nominare un nuovo khan gengiskhanide per i suoi domini dell'Asia centrale e occidentale. La sua travagliata biografia ha avuto comunque un successo straordinario sia nelle letterature orientali sia in quelle occidentali. Le principali cronache storiche orientali che ne descrivono la vicenda storica sono i due Ẓafarnāma (Liber victoriae, «una sorta di Res Gestae Tamerlani) a lui dedicati da Niẓām al-Din ʿAli Shāmi (terminate quando ancora Tamerlano era in vita) e da Sharaf al-Din ʿAli Yazdi (conclusa nel 1421). Accanto a queste fonti va ricordata la già citata cronaca avversa a Tamerlano di Ibn ʿArabshāh, autore arabo che descrisse tutte le nefandezze compiute dal sovrano mongolo. Il suo testo fu tradotto in latino ed ebbe vasta diffusione in Occidente, ma una grandissimo contribuito si deve alla narrazione fornita dal già citato Ruy González de Clavijo, ambasciatore castigliano che raggiunse come detto Samarcanda nel 1404. Egli fornì forse una delle più vivide descrizioni di Tamerlano che, pubblicata in Europa, favorì molto la diffusione del mito.

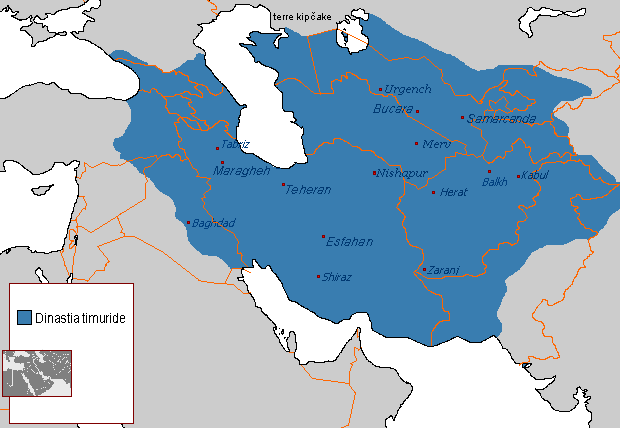
L'impero timuride al momento della sua massima estensione, coincisa con la morte di Tamerlano

Nel resto del mondo, comunque, la fama del conquistatore asiatico si era già diffusa e, soprattutto dopo la battaglia di Angora, essa favorì la nascita di una vera e propria tradizione letteraria in cui il personaggio assunse tratti titanici. Nei suoi scritti, l'intellettuale maghrebino Ibn Khaldūn, incontrato di persona da Tamerlano, riconosce all'emiro di aver unificato il mondo musulmano, impresa non riuscita ad altri governanti della stessa fede dell'epoca. Una rivisitazione moderna avvenne anche in epoca sovietica, quando Iosif Stalin incoraggiò la propaganda nazionale a rivisitare l'immagine di Tamerlano, considerato spesso fino ad allora un bieco distruttore di città.
La strategia dello sterminio fu una costante tattica adottata dall'emiro, tanto che in Occidente fu definito "signore del terrore". Il rifiuto delle città assediate di arrendersi o un semplice moto di rivolta dopo la resa, provocava massacri accompagnati da raccapriccianti piramidi di teste mozzate e devastazioni totali dei sistemi di irrigazione e delle campagne. Oltre allo scopo terroristico-militare di questi eccidi, vi era anche indubbiamente l'odio atavico che i nomadi delle steppe (turan) avevano verso le civiltà dei popoli coltivatori e urbanizzati (iran) delle regioni meridionali. Le stragi delle popolazioni (stimate da alcuni studi demografici fino a 17 milioni di vittime fra civili e militari, circa il 5% della popolazione mondiale allora esistente) hanno un confronto solo con le precedenti invasioni dei mongoli di Gengis Khan. Tamerlano fu infine responsabile della quasi totale scomparsa della Chiesa d'Oriente, che prima raggruppava molti fedeli a sé e che all'inizio del XV secolo appariva esclusivamente confinata in un'area geografica chiamata "triangolo assiro".

### Esplicative
1. ↑  Anche "Temurbeg" da "Temur Bek" (tataro: бөх, trad. signore).
2. ↑  Il suo vero nome era Timur, che vuol dire "ferro". Egli è tuttavia noto nelle fonti occidentali come Tamerlano, una denominazione estrapolata dall'espressione Timur-e lang o Tīmūr Lang, ossia Timur "lo zoppo": Spinelli (2004), p. 326.
3. ↑  Zona nota nel Medioevo come Transoxiana, in arabo Mā warāʾ al-Nahr, "Ciò che sta al di là del Fiume Oxus", oggi chiamato Amu Darya: Manz (1999), p. 21.
4. ↑  La veridicità della sua zoppia resta oggetto del mistero. Secondo alcuni, egli sarebbe stato ferito con due frecce mentre stava compiendo abigeato in giovane età. Franco Cardini è apparso molto scettico sul tema, affermando che l'evento sembrerebbe alludere «a un fatto iniziatico», quasi una sorta di ponte che lo avrebbe condotto dalla sua «giovinezza inconfessabile» alla piena maturità personale: Cardini (2007), p. 34.
5. ↑  Non essendo discendente diretto di Gengis Khan, Tamerlano non poteva fregiarsi del titolo di khan, ragion per cui ricorse a quello di emiro, ovvero di principe: Cardini (2007), p. 36.
6. ↑  Non vi è armonia da parte degli storici su questo punto. Benché egli di certo viaggiò molto, spesso perché impegnato nelle sue campagne espansionistiche, vi è chi ritiene che nei fatti molte tradizioni delle tribù turco-mongole fossero via via scomparse con il tempo, tra cui proprio la consuetudine di non individuare una capitale fissa. Di tale avviso risultano Cardini (2007), p. 36 e Manz (1999), pp. 57-58.
7. ↑  L'affermazione secondo cui Tamerlano si fosse addirittura convertito alla variante islamica dello sciismo è considerata priva di prove. Tuttavia, di certo l'emiro rimase affascinato dalla personalità di Khwāja ʿAlī, incontrato nei sobborghi di Nishapur. Le fonti riferiscono che il loro incontro si svolse nella seguente maniera: 
«Quando Khwāja 'Alī gli fu indicato come uno sciita, [Timur] lo interrogò sulla sua dottrina (mazhhab) e sul suo credo (mu'taqad). Egli rispose [in arabo]: «Gli uomini seguono la fede dei loro re, ovvero il popolo si adegua alla fede dei sovrani. La mia dottrina è il rito del Signore delle Congiunzioni astrali». Questa spiegazione fu accolta bene e Khwāja 'Alī venne lodato. [Tamerlano] rispose: «Come ha detto il Profeta – su di lui la pace e il saluto! – Chi si separa dalla sunna non pretenda la mia intercessione e altrove ha detto sia benvoluta la comunità!, e siccome io voglio unire i [nostri] due regni ne ricaverò un popolo sunnita e un'unica comunità».»
(Sharaf al-Din Ali Yazdi, Ẓafarnāma, 1, p. 85 (Bernardini (2022), p. 74).)
8. ↑  Benché venga solitamente definita come "campagna dei sette anni" e nonostante fosse stata effettivamente la più lunga di Tamerlano, questa durò in realtà meno tempo. La definizione enfatica si deve alle fonti timuridi: Bernardini (2022), p. 339.
9. ↑  Termine spregiativo sunnita per indicare uno sciita.
10. ↑  Fu Uluğ Bek, in segno di venerazione per il nonno, a far venire dalla Mongolia l'enorme blocco di giada verde che divenne la tomba di Tamerlano, ancora visibile nel mausoleo Gur-e Amir a Samarcanda.

### Bibliografiche
1. ↑  Vedi: Roux, Jean-Paul, Tamerlano, pag. 123
2. 1 2  Bernardini (2022), p. 25.
3. 1 2 3  Spinelli (2004), p. 326.
4. 1 2 3  Bernardini (2022), p. 18.
5. 1 2  Grousset (1970), p. 409.
6. ↑  Marozzi (2012), p. 10.
7. 1 2  Bernardini (2022), p. 20.
8. ↑  Bernardini (2022), p. 21.
9. 1 2  Bernardini (2022), p. 19.
10. ↑  Manz (1999), p. 45.
11. ↑  Marozzi (2012), p. 25.
12. 1 2  Cardini (2007), p. 33.
13. ↑  Cardini (2007), p. 34.
14. 1 2  Bernardini (2022), p. 38.
15. 1 2 3  Grousset (1970), p. 410.
16. 1 2 3 4  Bernardini (2022), p. 40.
17. 1 2  Grousset (1970), pp. 411-412.
18. 1 2 3 4  Grousset (1970), p. 412.
19. ↑  Cardini (2007), p. 36.
20. ↑  Marozzi (2012), pp. 33-34.
21. ↑  Grousset (1970), pp. 412-413.
22. ↑  Bernardini (2022), pp. 41-42.
23. 1 2  Grousset (1970), p. 414.
24. ↑  Bernardini (2022), p. 43.
25. ↑  Manz (1999), p. 57.
26. ↑  Bernardini (2022), pp. 41-43.
27. 1 2 3 4 5 6 7  Cardini (2007), p. 37.
28. 1 2  Manz (1999), pp. 57-58.
29. 1 2  Grousset (1970), p. 415.
30. 1 2  Marozzi (2012), p. 36.
31. ↑  Bernardini (2022), pp. 19, 43.
32. ↑  Bernardini (2022), p. 46.
«In quanto capo turco-mongolo o forse mongolo turchizzato, Timur aveva un serio problema a imporre il proprio carisma innanzi ai suoi pari.»
33. 1 2 3 4  Bernardini (2022), p. 44.
34. ↑  Bernardini (2022), p. 42.
35. ↑  Grousset (1970), p. 416.
36. 1 2 3 4 5  Grousset (1970), p. 421.
37. 1 2  Marozzi (2012), p. 56.
38. ↑  Bernardini (2022), p. 51.
39. ↑  Bernardini (2022), pp. 47-48.
40. ↑  Bernardini (2022), p. 47.
41. ↑  Grousset (1970), p. 422.
42. ↑  Bernardini (2022), pp. 52-53.
43. ↑  Grousset (1970), p. 423.
44. ↑  Bernardini (2022), p. 54.
45. ↑  Bernardini (2022), pp. 54-55.
46. ↑  Bernardini (2022), p. 55.
47. ↑  Bernardini (2022), pp. 56-57.
48. 1 2  Cardini (2007), p. 42.
49. 1 2  Bernardini (2022), p. 60.
50. ↑  Grousset (1970), p. 407.
51. 1 2 3  Bernardini (2022), p. 61.
52. ↑  Bernardini (2022), p. 63.
53. ↑  Grousset (1970), p. 389.
54. 1 2  Bernardini (2022), p. 68.
55. ↑  Bernardini (2022), p. 71.
56. 1 2 3  Bernardini (2022), p. 73.
57. ↑  Bernardini (2022), pp. 73-74.
58. ↑  Bernardini (2022), p. 74.
59. 1 2 3  Grousset (1970), p. 428.
60. ↑  Bernardini (2022), pp. 70-71.
61. 1 2  Bernardini (2022), pp. 74-75.
62. 1 2 3 4  Grousset (1970), p. 429.
63. ↑  Marozzi (2012), p. 106.
64. 1 2 3  Cardini (2007), p. 44.
65. 1 2 3 4 5 6 7  Grousset (1970), p. 430.
66. 1 2 3  Marozzi (2012), p. 64.
67. ↑  Marozzi (2012), p. 115.
68. ↑  Marozzi (2012), pp. 115-116.
69. 1 2 3  Grousset (1970), p. 431.
70. ↑  Marozzi (2012), p. 116.
71. 1 2  Grousset (1970), p. 432.
72. ↑  Cardini (2007), p. 45.
73. ↑  Bernardini (2022), p. 124.
74. ↑  Bernardini (2022), p. 125.
75. 1 2 3  Bernardini (2022), p. 126.
76. ↑  Bernardini (2022), pp. 127-128.
77. 1 2 3 4 5  Cardini (2007), p. 46.
78. 1 2 3 4 5 6  Cardini (2007), p. 48.
79. 1 2 3 4  Grousset (1970), p. 433.
80. ↑  Bernardini (2022), p. 142.
81. ↑  Marozzi (2012), p. 215.
82. 1 2 3 4 5  Cardini (2007), p. 49.
83. ↑  Grousset (1970), p. 441.
84. ↑  Marozzi (2012), p. 246.
85. ↑  Bernardini (2022), p. 169.
86. ↑  Grousset (1970), p. 442.
87. ↑  Bernardini (2022), p. 190.
88. 1 2 3 4 5  Cardini (2007), p. 50.
89. ↑  Grousset (1970), pp. 444-445.
90. ↑  Grousset (1970), p. 444.
91. 1 2 3  Carpini, p. 51.
92. ↑  Marozzi (2012), p. 205.
93. ↑  Cardini (2007), pp. 51-52.
94. 1 2  Grousset (1970), p. 445.
95. ↑  Bernardini (2022), p. 221.
96. ↑  Bernardini (2022), p. 220.
97. ↑  Marozzi (2012), pp. 206-207.
98. ↑  Bernardini (2022), pp. 223-225.
99. ↑  Bernardini (2022), p. 229.
100. 1 2  Bernardini (2022), pp. 229-230.
101. 1 2  Cardini (2007), pp. 49-50.
102. 1 2  Bernardini (2022), p. 238.
103. ↑  Bernardini (2022), p. 239.
104. 1 2  Baumer (2018), vol. 3, p. 292.
105. ↑  Bernardini (2022), p. 236.
106. 1 2 3 4 5 6 7  Spinelli (2004), p. 328.
107. ↑  Bernardini (2022), p. 241.
108. 1 2 3  Bernardini (2022), p. 242.
109. 1 2  Grousset (1970), p. 434.
110. 1 2 3  Bernardini (2022), p. 251.
111. ↑  Grousset (1970), p. 449.
112. 1 2 3 4 5  Cardini (2007), p. 53.
113. 1 2  Cardini (2007), p. 54.
114. 1 2 3 4  Cardini (2015), p. 92.
115. 1 2  Spinelli (2004), p. 329.
116. 1 2  Bernardini (2022), p. 252.
117. 1 2  Cardini (2007), p. 52.
118. 1 2  Grousset (1970), p. 447.
119. 1 2 3  Cardini (2007), p. 55.
120. 1 2  Bernardini (2022), p. 303.
121. ↑  Grousset (1970), p. 451.
122. 1 2  Marozzi (2012), pp. 252-253.
123. 1 2 3  Bernardini (2022), pp. 308-310.
124. ↑  Grousset (1970), pp. 451-452.
125. ↑  Grousset (1970), p. 452.
126. 1 2  Carpini (2007), p. 57.
127. ↑  Bernardini (2022), pp. 325, 327.
128. ↑  Grousset (1970), p. 453.
129. 1 2  Carpini (2007), pp. 57, 59.
130. 1 2 3  Cardini (2007), p. 60.
131. ↑  Cardini (2007), pp. 58-59.
132. ↑  Cardini (2007), p. 59.
133. 1 2 3  Grousset (1970), pp. 453-454.
134. 1 2 3 4 5  Cardini (2006), p. 61.
135. ↑  Bernardini (2022), p. 361.
136. ↑  Bernardini (2022), p. 362.
137. 1 2  Cardini (2007), pp. 61-62.
138. ↑  Marozzi (2012), p. 346.
139. ↑  Bernardini (2022), p. 364.
140. ↑  Marozzi (2012), p. 183.
141. 1 2  Manz (1999), p. 16.
142. ↑  Manz (1999), p. 109.
143. ↑  Marozzi (2012), p. 45.
144. ↑  Bernardini (2022), p. 267.
145. 1 2  Bernardini (2022), p. 17.
146. ↑  Bernardini (2022), pp. 17-18.
147. 1 2 3  Cardini (2007), p. 67.
148. ↑  (EN) Sophie Ibbotson e Max Lovell-Hoare, Uzbekistan, Bradt Travel Guides, 2016,  p. 163, ISBN 978-17-84-77017-4.
149. ↑  Cardini (2007), p. 62.
150. ↑  Marozzi (2012), p. 38.
151. 1 2 3 4  Marozzi (2012), p. 75.
152. ↑  Marozzi (2012), pp. 75-76.
153. ↑  Marozzi (2012), p. 67, nota 1.
154. ↑  Bernardini (2022), p. 78.
155. ↑  Baumer (2018), vol. 4, p. 22.
156. ↑  Bernardini (2022), p. 382.
157. 1 2  Bernardini (2022), pp. 384-385.
158. ↑  Bernardini (2022), pp. 391-395.
159. ↑  Cardini (2007), pp. 65, 67.
160. ↑  Bernardini (2022), p. 406.
161. ↑  Bernardini (2022), p. 32.
162. 1 2  Cardini (2007), p. 64.
163. ↑  Bernardini (2022), p. 384.
164. ↑  (EN) Frances Carney Gies, The Man Who Met Tamerlane, in Saudi Aramco World, vol. 29, n. 5, settembre-ottobre 1978. URL consultato il 9 maggio 2023 (archiviato dall'url originale l'8 luglio 2011).
165. ↑  Marozzi (2012), p. 28.
166. ↑  Bernardini (2022), p. 65.
167. ↑  (EN) Hamad Subani, The Secret History of Iran, Lulu.com, 2013,  p. 145, ISBN 978-13-04-08289-3.
168. ↑  (EN) Nestorianism: Definition, History, & Churches, su Enciclopedia Britannica. URL consultato l'8 maggio 2022.

### Fonti primarie
- Anna Spinelli, Dal mare di Alboran a Samarcanda. Diario dell'ambasciata castigliana a Tamerlano (1403-1406), casa editrice Fernandel, 2004, ISBN 978-88-87-43348-7.
- Ibn Arabshah, ʿAjāʾib al-maqdūr fī Nawāʾib al-Taymūr [Le Meraviglie del Destino delle devastazioni di Tamerlano (dal latino Ahmedis Arabsiadae Vitae & rerum gestarum Timuri, qui vulgo Tamerlanes dicitur, historia)], Damasco, Lugduni Batavorum, ex typographia Elseviriana, 1636  [1435].

### Fonti secondarie
- Franco Adravanti, Tamerlano. La stirpe del Gran Mogol, Bompiani, 2003, ISBN 978-88-87433-48-7.
- (EN) Christoph Baumer, History of Central Asia, The: 4-volume set, Bloomsbury Publishing, 2018, ISBN 978-18-38-60868-2.
- Michele Bernardini, Tamerlano. Il conquistatore delle steppe che assoggettò l'Asia dando vita a una nuova civiltà, Salerno editrice, 2022, ISBN 978-88-69-73703-9.
- Franco Cardini, Tamerlano, il principe delle steppe, De Agostini, 2007, ISBN non esistente.
- Franco Cardini, Europa e Islam: Storia di un malinteso, Gius.Laterza & Figli Spa, 2015, ISBN 978-88-58-12241-9.
- (EN) René Grousset, The Empire of the Steppes: A History of Central Asia, Rutgers University Press, 1970, ISBN 978-08-13-51304-1.
- (EN) Beatrice Forbes Manz, The Rise and Rule of Tamerlane, Cambridge University Press, 1999, ISBN 978-05-21-63384-0.
- (EN) Justin Marozzi, Tamerlane: Sword of Islam, Conqueror of the World, HarperCollins UK, 2012, ISBN 978-00-07-36973-7.
- Jean-Paul Roux, Tamerlano, Garzanti, 2000, ISBN 978-88-11-67674-4.